# Liste der Biografien/Schol
Liste der Biografien |
Portal Biografien |
Personensuche
# |
A |
B |
C |
D |
E |
F |
G |
H |
I |
J |
K |
L |
M |
N |
O |
P |
Q |
R |
S |
T |
U |
V |
W |
X |
Y |
Z |
?
 
Sa |
Sb |
Sc |
Sd |
Se |
Sf |
Sg |
Sh |
Si |
Sj |
Sk |
Sl |
Sm |
Sn |
So |
Sp |
Sq |
Sr |
Ss |
St |
Su |
Sv |
Sw |
Sy |
Sz
 
Sca–Sce |
Sch |
Sci–Scz
 
Scha |
Schc |
Schd |
Sche |
Schg |
Schi |
Schj |
Schk |
Schl |
Schm |
Schn |
Scho |
Schp |
Schr |
Schs |
Scht |
Schu |
Schv |
Schw |
Schy
 
Schoa |
Schob |
Schoc |
Schod |
Schoe |
Schof |
Schog |
Schoh |
Schoi |
Schok |
Schol |
Schom |
Schon |
Schoo |
Schop |
Schor |
Schos |
Schot |
Schou |
Schov |
Schow |
Schoy
Die Liste der Biografien führt alle Personen auf, die in der deutschsprachigen Wikipedia einen Artikel haben. Dieses ist eine Teilliste mit 625 Einträgen von Personen, deren Namen mit den Buchstaben „Schol“ beginnt.

## Schol

### Schola
- Scholamanow, Jerbolat (* 1993), kasachischer Gewichtheber
- Scholand, Anton (1890–1973), deutscher Lehrer und Rektor, Heimatforscher, Archäologe, Flurnamen-Sammler und Autor
- Scholander, Fredrik Wilhelm (1816–1881), schwedischer Architekt, Maler und Dichter
- Scholarios, Gennadios, Patriarch von Konstantinopel
- Scholastica von Anhalt (1451–1504), deutsche Äbtissin
- Scholastika von Nursia, geweihte Jungfrau, Schwester des heiligen Benedikt von NursiaScholastika von Nursia

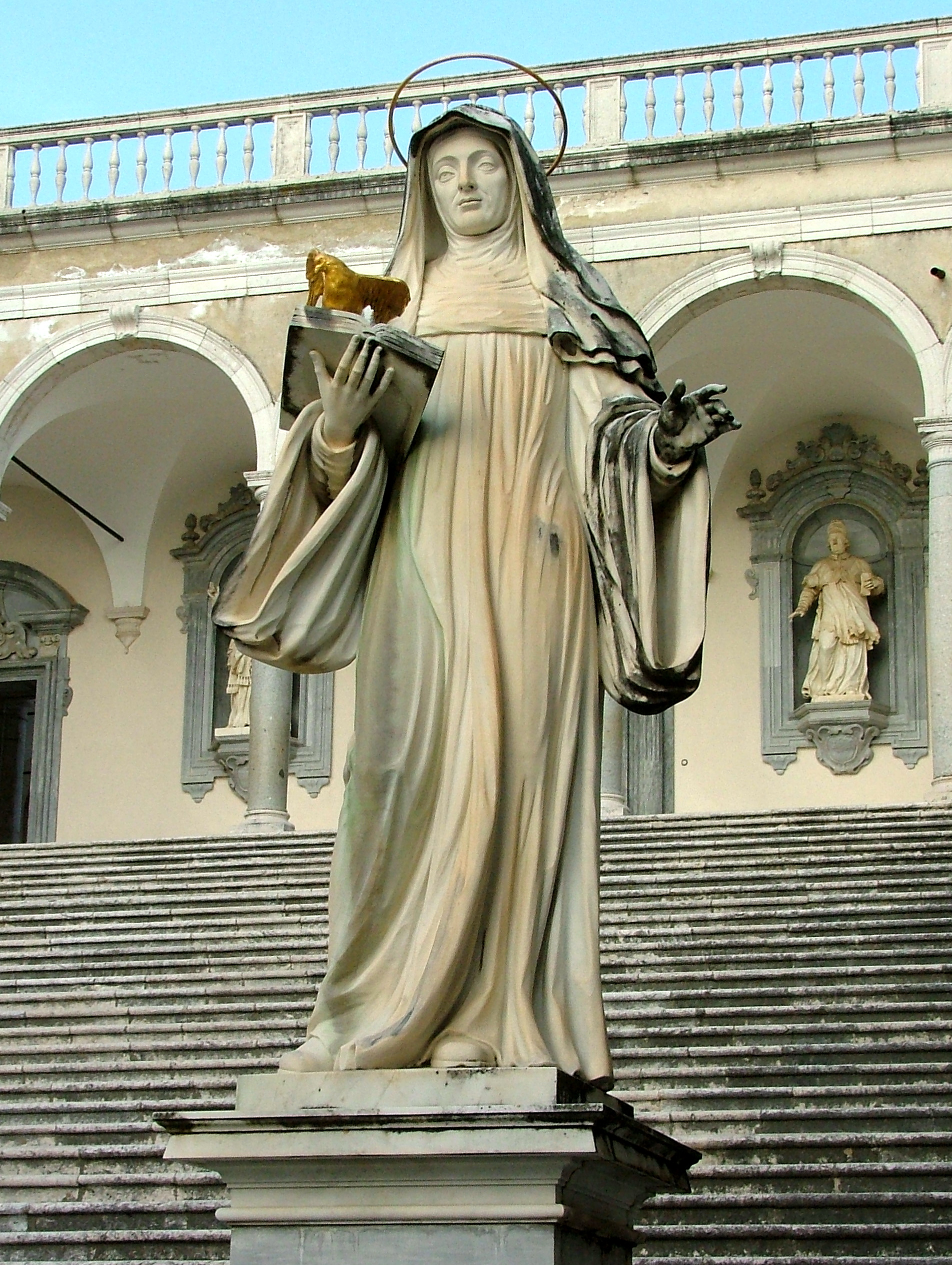
Scholastika von Nursia

### Scholc
- Schölch, Alexander (1943–1986), deutscher Orientalist
- Schölch, Anna-Maria (* 1973), deutsche Politikerin (CDU)
- Schölch, Jochen (* 1966), deutscher Theaterregisseur sowie Mitbegründer und Intendant des Metropoltheaters München
- Schölch, Karl (1932–2008), deutscher Karosserie- und Fahrzeugbauermeister, Präsidiumsmitglied des Zentralverbandes des Deutschen Handwerks und Präsident der Handelskammer Kassel

### Schold
- Scholdak, Andrij (* 1962), ukrainischer Theaterregisseur
- Scholdan, Edi († 1961), österreichischer Eiskunstlauftrainer
- Scholder, Christoph (* 1967), deutscher Schriftsteller und Hochschullehrer
- Scholder, Hans (1922–2012), deutscher Kommunalpolitiker und Bürgermeister der Stadt Ditzingen (1960–1974)
- Scholder, Hans-Martin (* 1959), deutscher Bühnenbildner, Szenograf, Grafiker, Designer, Lichtdesigner und Regisseur
- Scholder, Klaus (1930–1985), deutscher Theologe, Professor für evangelische Kirchengeschichte in Tübingen
- Scholder, Rudolf (1896–1973), deutscher Chemiker
- Scholderer, Johann Christoph (1801–1855), deutscher Lehrer und Politiker der Freien Stadt Frankfurt
- Scholderer, Otto (1834–1902), deutscher Maler
- Scholderer, Robert (* 1968), deutscher Wissenschaftler und Unternehmer
- Schölderle, Ingrid (* 1952), deutsche Schauspielerin
- Scholdt, Günter (* 1946), deutscher Literaturhistoriker

### Schole
- Schole, Marion (* 1952), deutsche Politikerin (Die Grünen), MdL
- Scholefield, Alan (1931–2017), südafrikanischer Journalist und Schriftsteller
- Scholefield, Clement Cotterill (1839–1904), britischer Geistlicher, Pianist und Komponist
- Scholefield, Guy (1877–1963), neuseeländischer Journalist, Historiker, Archivar, Bibliothekar und Herausgeber
- Scholefield, William (1809–1867), britischer Geschäftsmann und liberaler Politiker
- Schölei-Breslau, Walter (* 1891), deutscher Maler, Grafiker und Restaurator
- Scholem, Emmy (1896–1970), deutsche Politikerin (KPD)
- Scholem, Gershom (1897–1982), deutsch-israelischer jüdischer ReligionshistorikerGershom Scholem (1897–1982)

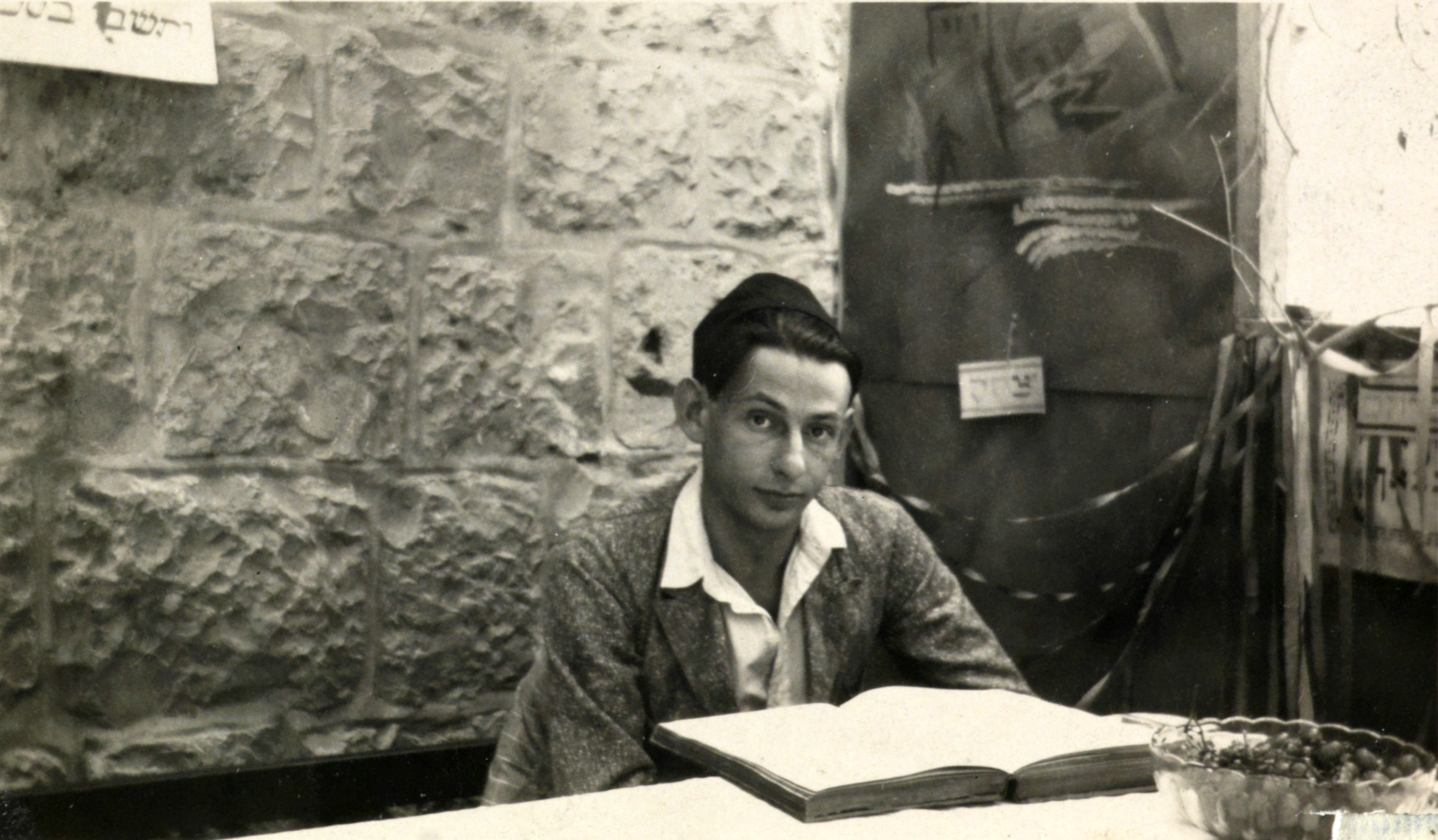
Gershom Scholem (1897–1982)

- Scholem, Werner (1895–1940), deutscher Politiker (KPD), MdR
- Scholent, Marie-Line (* 1966), französische Leichtathletin
- Schöler, Albrecht (1819–1863), deutscher evangelischer Geistlicher
- Scholer, Bob (* 1942), luxemburgischer Komponist und Jazzmusiker
- Schöler, Christian Ernst (1756–1832), deutscher Orgelbauer
- Schöler, Diane (1933–2023), britisch-deutsche Tischtennisspielerin
- Schöler, Eberhard (* 1940), deutscher Tischtennisspieler
- Schöler, Ellen (1903–1984), deutsche Schriftstellerin
- Scholer, Friedrich (1874–1949), deutscher Architekt
- Schöler, Hans Robert (* 1953), deutscher Molekularbiologe und Stammzellforscher
- Schöler, Johann Wilhelm († 1793), deutscher Orgelbauer
- Schöler, Leonie (* 1993), deutsche JournalistinLeonie Schöler (* 1993)

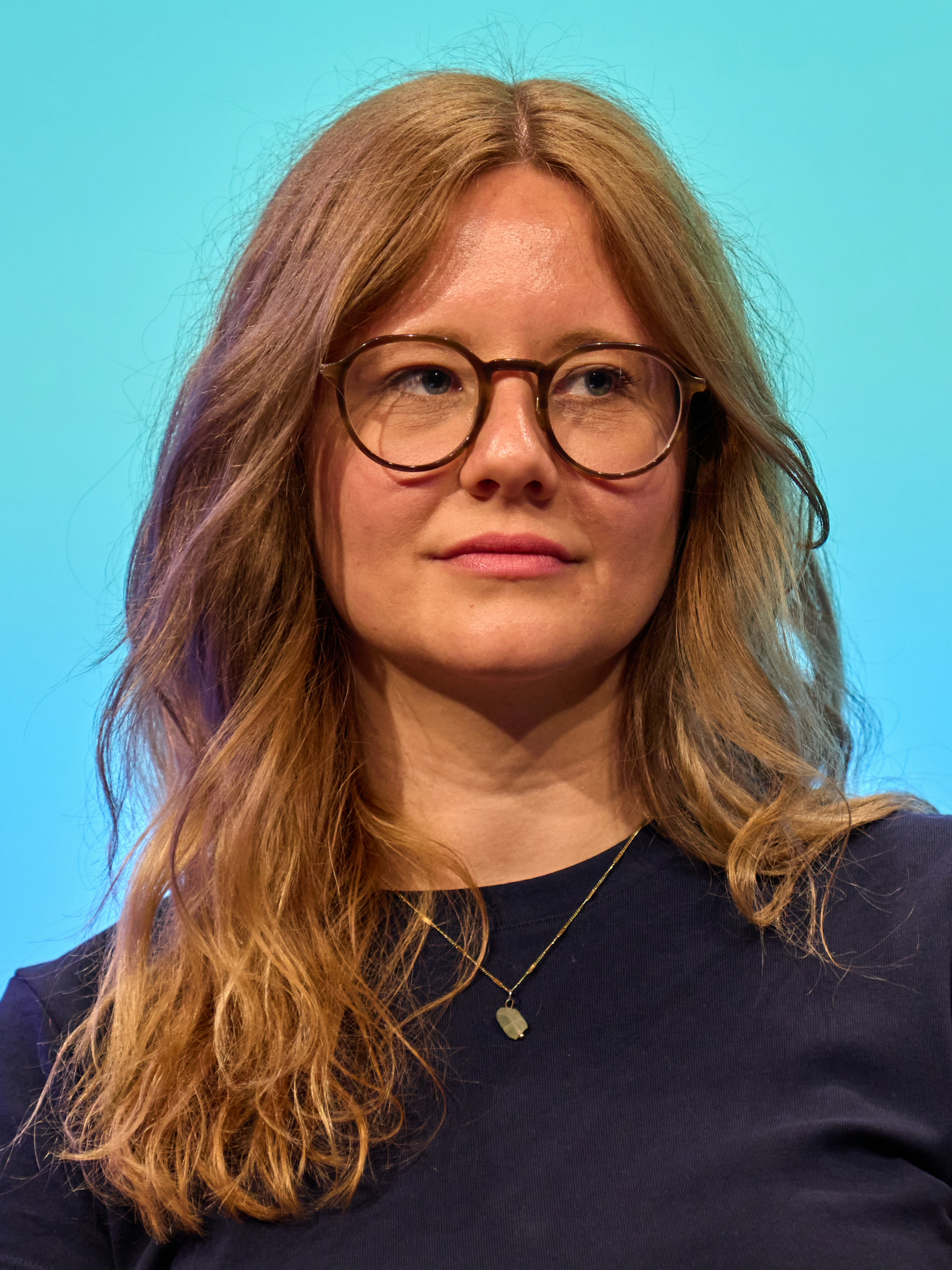
Leonie Schöler (* 1993)

- Schöler, Marco Justus (* 1990), deutscher Fotograf
- Schöler, Stefan (* 1974), deutscher Pianist des Modern Jazz
- Schöler, Ursula, deutsche Tischtennisspielerin
- Schöler, Uwe (* 1964), deutscher Fußballspieler
- Schöler, Walter (1928–1994), deutsch-österreichischer Unterrichtswissenschaftler
- Schöler, Walter (* 1947), deutscher Politiker (SPD)
- Scholer, Wolfgang (* 1959), deutscher Tischtennisspieler
- Schölermann, Jana (* 1987), deutsche Schauspielerin und Synchronsprecherin
- Schölermann, Marc (* 1971), deutscher Filmregisseur und -produzent, Drehbuchautor und Kameramann
- Schölermann, Thore (* 1984), deutscher Schauspieler und FernsehmoderatorThore Schölermann (* 1984)

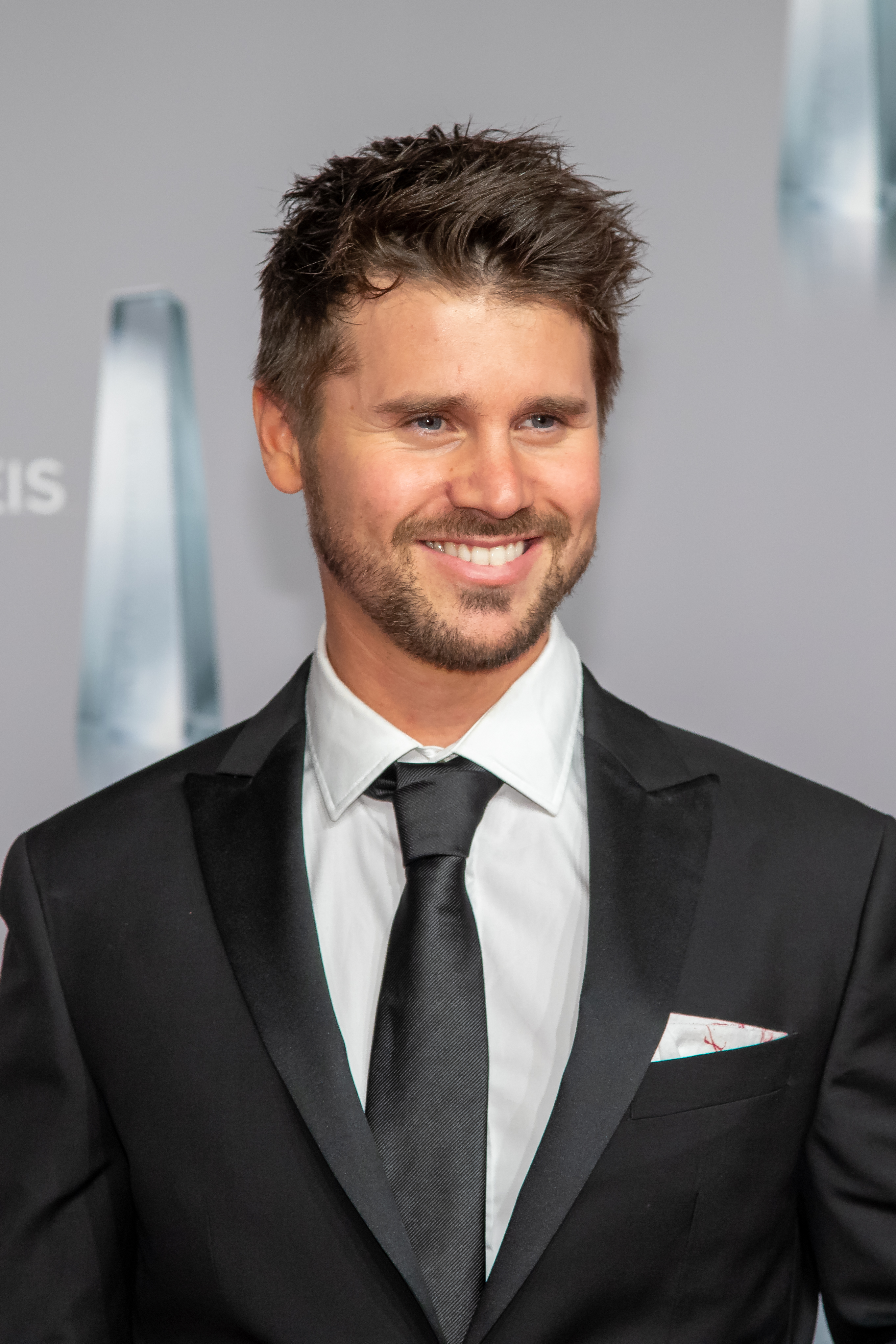
Thore Schölermann (* 1984)

- Scholes, Clarke (1930–2010), US-amerikanischer Schwimmer
- Scholes, George (1928–2004), kanadischer Eishockeyspieler
- Scholes, Katherine (* 1959), australische Schriftstellerin
- Scholes, Ken (* 1968), US-amerikanischer Science-Fiction- und Fantasy-Autor
- Scholes, Myron S. (* 1941), kanadischer Wirtschaftswissenschaftler, Fondsmanager
- Scholes, Paul (* 1974), englischer Fußballspieler und -trainer
- Scholes, Robert E. (1929–2016), US-amerikanischer Literaturkritiker und -theoretiker
- Scholey, Annabel (* 1984), britische Schauspielerin

### Scholg
- Scholger, Walter (1934–2016), österreichischer Beamter und Politiker (SPÖ), Abgeordneter zum Nationalrat

### Scholi
- Scholich, Manfred († 2009), deutscher Sportwissenschaftler
- Scholich, Peter (* 1944), deutscher Fußballspieler
- Scholing, Freyja (1912–2005), deutsche Politikerin (Bündnis 90/Die Grünen)
- Scholing, Heinrich (* 1953), deutscher Politiker (Bündnis 90/Die Grünen), MdL

### Scholk
- Scholkmann, Antonia (* 1973), deutsche Hochschullehrerin, Organisationsentwicklerin und Hochschuldidaktikerin
- Scholkmann, Barbara (* 1941), deutsche Mittelalterarchäologin
- Scholkmann, Jens (1939–2015), deutscher Schauspieler und Regisseur
- Scholkmann, Wilhelm (1867–1944), deutscher Maler
- Schölkopf, Bernhard (* 1968), deutscher Informatiker
- Scholkowski, Alexander Konstantinowitsch (* 1937), russisch-US-amerikanischer Linguist, Literaturwissenschaftler, Autor

### Scholl
- Scholl, Abraham (1700–1772), Schweizer Säckelmeister und Meier
- Schöll, Adolf (1805–1882), deutscher Archäologe und Kunstschriftsteller
- Scholl, Andreas (* 1959), deutscher Klassischer Archäologe
- Scholl, Andreas (* 1967), deutscher Sänger (Countertenor)Andreas Scholl (* 1967)

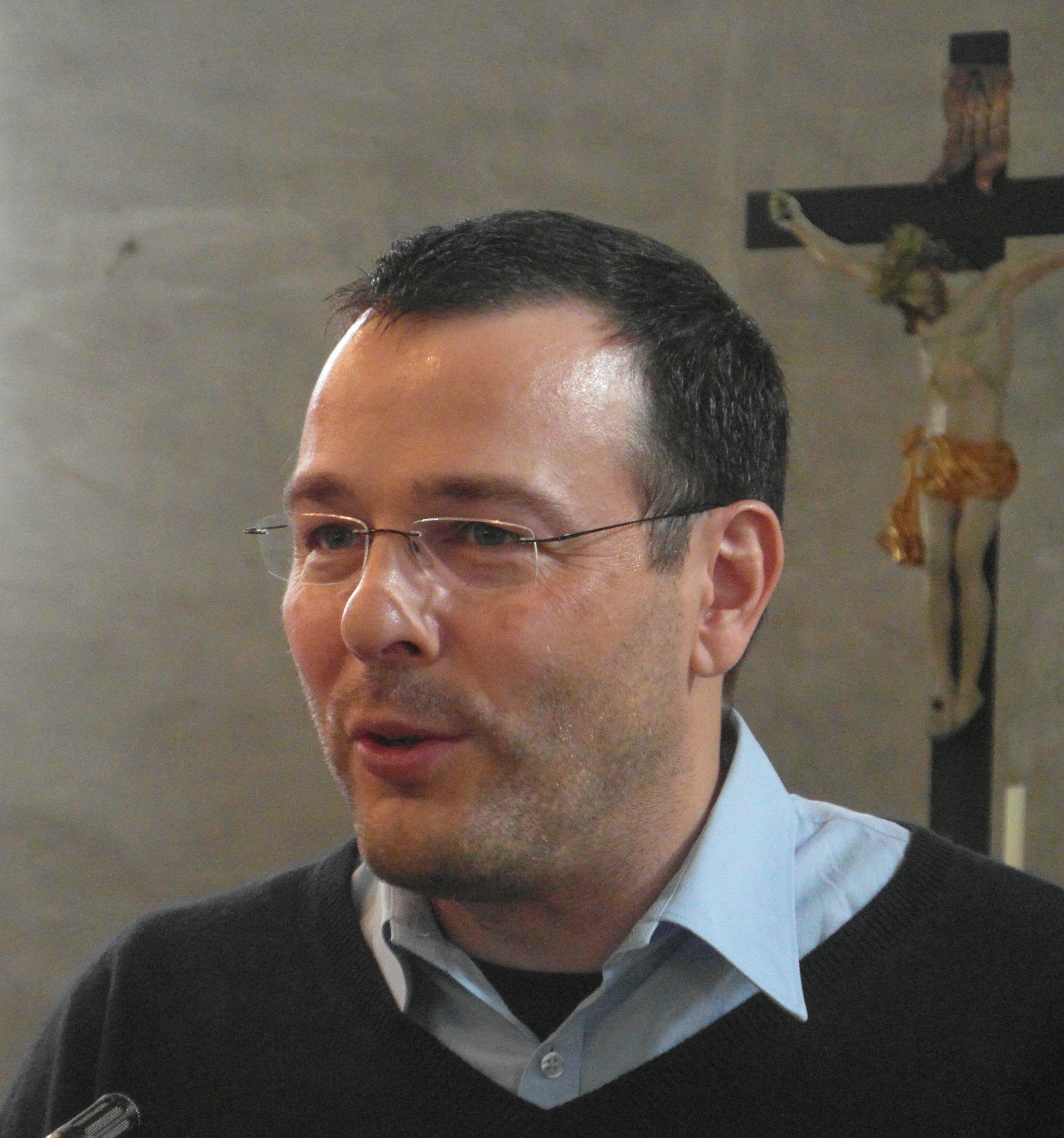
Andreas Scholl (* 1967)

- Schöll, Andreas (* 1969), deutscher Fußballspieler und -trainer
- Scholl, Andreas (* 1982), deutscher Basketballspieler
- Scholl, Anna (* 1990), deutsche Organistin, Kirchenmusikerin und Hochschullehrerin
- Scholl, Anthony (* 1955), britischer Mathematiker
- Scholl, Armin (* 1962), deutscher Kommunikationswissenschaftler und Hochschullehrer
- Scholl, Armin (* 1966), deutscher Wirtschaftswissenschaftler
- Scholl, Aurélien (1833–1902), französischer Journalist und Schriftsteller
- Scholl, Bartholomäus (1550–1629), deutscher Geistlicher
- Scholl, Bernd (* 1956), deutscher Elektronik-Musiker
- Scholl, Carl (1820–1907), Revolutionär und Theologie
- Schöll, Carl August (1810–1878), Schweizer Geoplastiker
- Scholl, Chalena (* 1995), US-amerikanische Tennisspielerin
- Scholl, Chiara (* 1992), US-amerikanische Tennisspielerin
- Scholl, Christian (* 1971), deutscher Kunsthistoriker und Autor
- Scholl, Claus (1945–2015), deutscher Rechtswissenschaftler
- Scholl, Damian (* 1988), deutscher Komponist
- Scholl, Dennis (* 1980), deutscher Künstler
- Scholl, Dieter Rita (* 1952), deutscher Schauspieler, Autor und ChansoninterpretDieter Rita Scholl (* 1952)

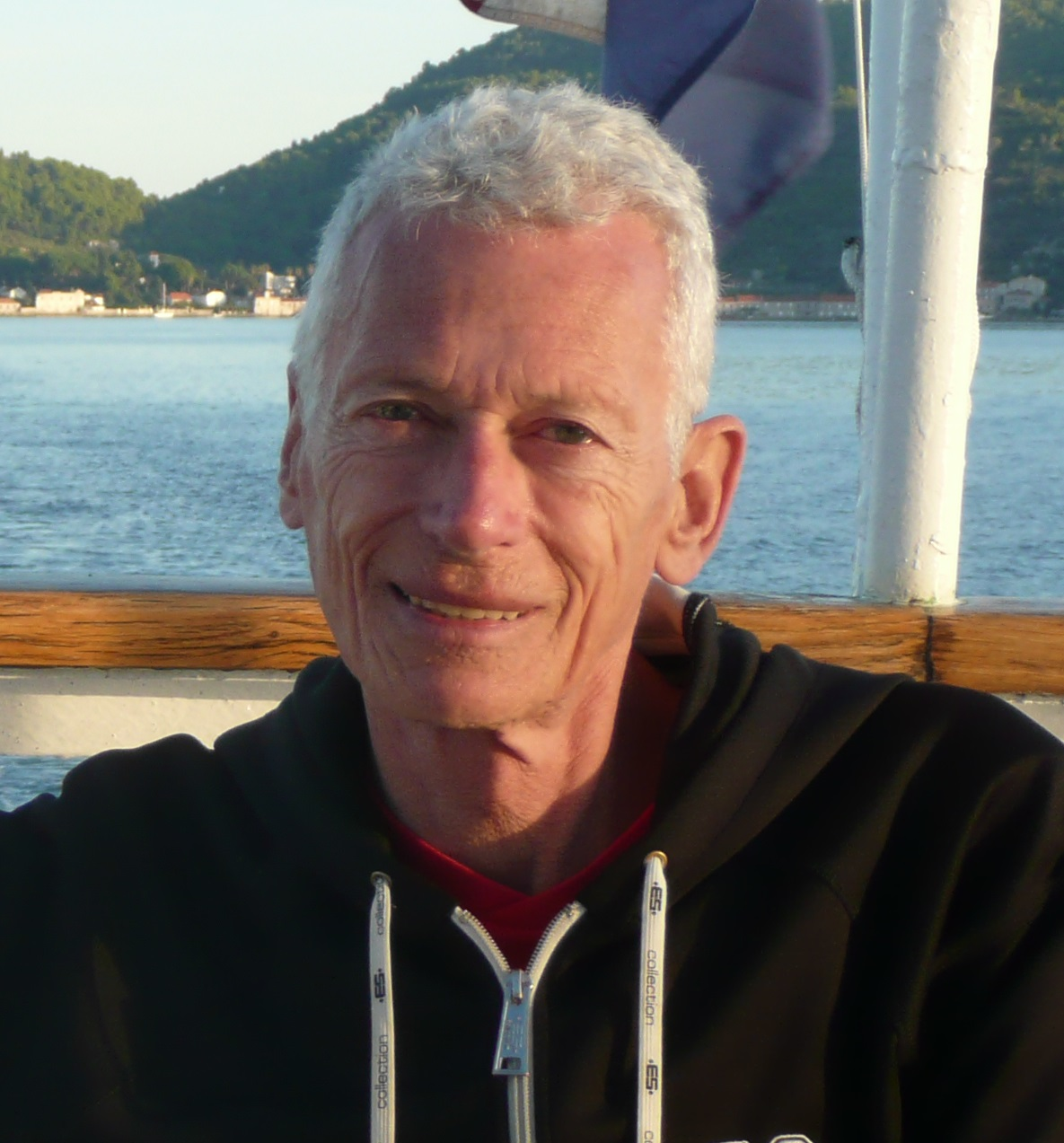
Dieter Rita Scholl (* 1952)

- Schöll, Eckehard (* 1951), deutscher Physiker und Mathematiker
- Scholl, Elisabeth (* 1966), deutsche Sopranistin
- Scholl, Emil (1875–1940), österreichischer Schriftsteller
- Scholl, Franz von (1772–1838), österreichischer Offizier und Ingenieur für Festungsbau
- Schöll, Friedrich (1874–1967), deutscher Unitarier
- Scholl, Friedrich von (1846–1928), preußischer Generaloberst, Generaladjutant von Kaiser Wilhelm II.
- Schöll, Fritz (1850–1919), deutscher Klassischer Philologe
- Scholl, Georg (1751–1831), deutsch-österreichischer Gärtner
- Scholl, Georg (1919–1990), deutscher Politiker (CSU)
- Scholl, Gottfried (1803–1865), Schweizer Offizier und Politiker
- Scholl, Günther (1909–1999), deutscher Diplomat
- Scholl, Gustav Christian Friedrich (1798–1837), deutscher Jurist und Politiker
- Scholl, Gustav Friedrich (1811–1885), württembergischer Oberamtmann
- Scholl, Hans (1918–1943), deutscher Widerstandskämpfer in der Zeit des NationalsozialismusHans Scholl (1918–1943)

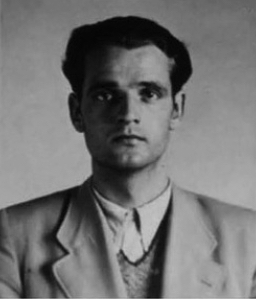
Hans Scholl (1918–1943)

- Scholl, Hans (* 1931), Schweizer evangelischer Theologe
- Schöll, Hans (1941–2003), österreichischer Kaufmann und Politiker (FPÖ), Abgeordneter zum Nationalrat
- Scholl, Hans (* 1942), deutscher Astronom
- Schöll, Hans Christoph (1888–1958), deutscher Antiquar, Autor und Volkskundler
- Scholl, Hans-Otto (* 1933), deutscher Politiker (FDP), MdL
- Scholl, Heinrich (* 1943), deutscher Politiker (SPD)
- Scholl, Heinrich von (1815–1879), österreichischer Generalmajor, Festungstechniker und k.k. Landesverteidigungsminister
- Scholl, Heinz (1931–2017), deutscher Radrennfahrer
- Scholl, Hermann (* 1935), deutscher Unternehmer
- Scholl, Hermann Maria (1875–1957), deutscher Bildhauer
- Schöll, Hubert (1946–1992), deutscher Fußballspieler
- Scholl, Johann Baptist (1818–1881), deutscher Bildhauer, Zeichner und Maler
- Scholl, Johann Baptist d. Ä. (1784–1854), deutscher Bildhauer, Zeichner und Maler
- Scholl, Johann Bernhard († 1647), Heilbronner Bürgermeister
- Scholl, John (1827–1916), deutsch-amerikanischer Bildschnitzer
- Schöll, Julia (* 1971), deutsche Literaturwissenschaftlerin
- Scholl, Karl (1840–1912), deutscher Bildhauer
- Scholl, Karl Josef (1743–1809), deutscher Kommunalpolitiker
- Scholl, Karl-Heinz (1944–1999), deutscher Tischtennisspieler
- Scholl, Kathrin (* 1979), deutsche Handballspielerin
- Scholl, Lars U. (* 1947), deutscher Schifffahrthistoriker
- Scholl, Lucas (* 1996), deutscher Fußballspieler
- Scholl, Martin (1898–1945), deutscher römisch-katholischer Geistlicher und Märtyrer
- Scholl, Mehmet (* 1970), deutscher Fußballspieler und -trainerMehmet Scholl (* 1970)

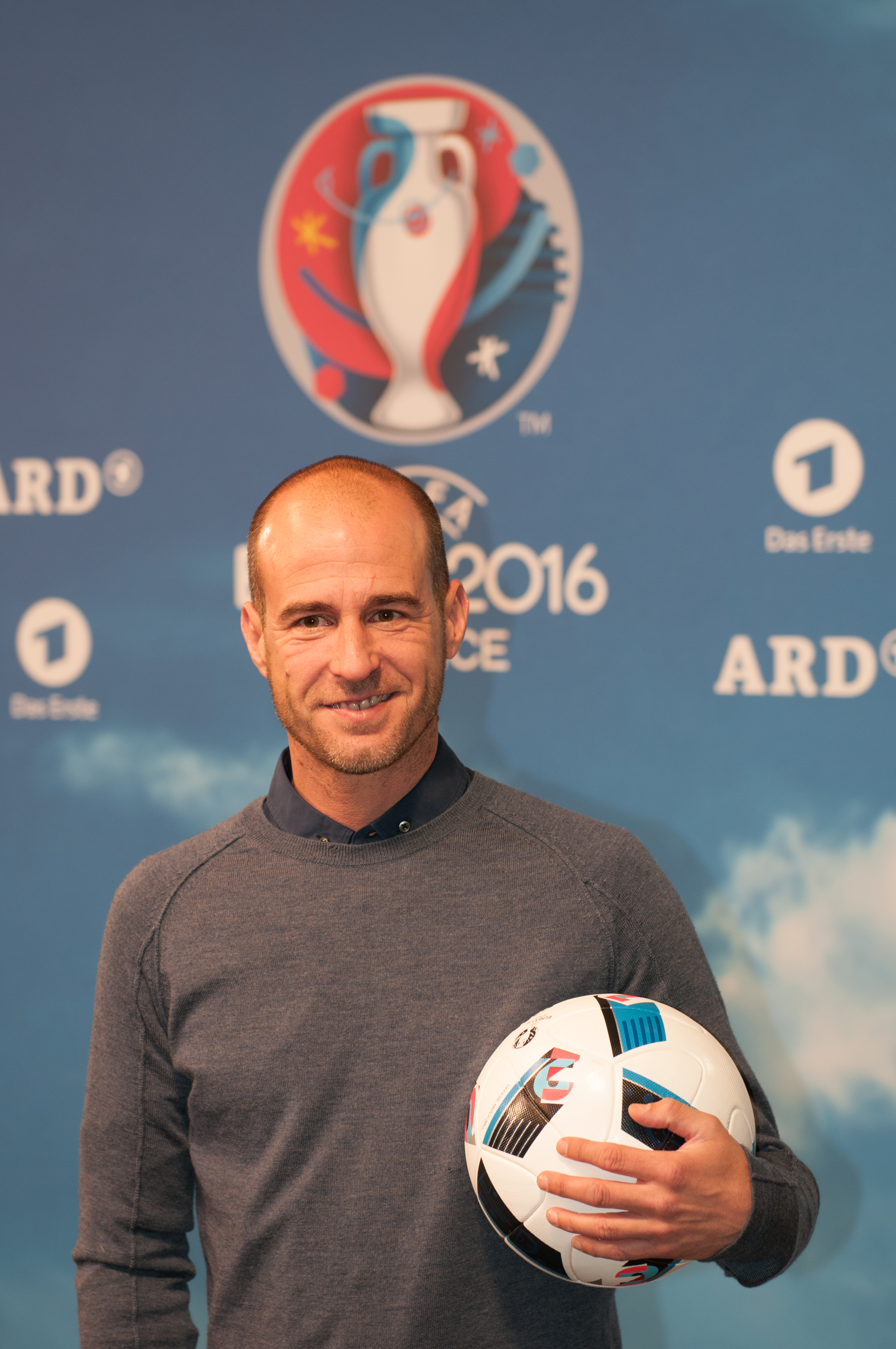
Mehmet Scholl (* 1970)

- Scholl, Merg († 1613), als Hexe verurteilte und hingerichtete Frau
- Scholl, Michael (* 1964), deutscher Kirchenmusiker und Chorleiter
- Scholl, Nikolaus II. (1474–1551), deutscher Benediktinerabt
- Scholl, Norbert (* 1931), deutscher römisch-katholischer Theologe und Hochschullehrer
- Scholl, Oliver (* 1964), deutscher Zeichner für Perry-Rhodan-Romane
- Scholl, Peter (1934–2019), deutscher Tennisspieler, -trainer und -autor
- Scholl, Reinhold (1878–1966), deutscher Verwaltungsjurist
- Scholl, Reinhold (* 1952), deutscher Althistoriker und Papyrologe
- Schöll, Reinhold (* 1955), deutscher Fußballspieler
- Scholl, Robert (1891–1973), deutscher Politiker (GVP), MdL und Vater der Geschwister Scholl
- Scholl, Roland (1865–1945), Schweizer Chemiker und Naturwissenschaftler
- Schöll, Rudolf (1844–1893), deutscher klassischer Philologe
- Scholl, Rudolf (1873–1950), württembergischer Verwaltungsjurist
- Scholl, Rudolf Alfons (1931–2018), deutscher Künstler, Maler und Bildhauer
- Scholl, Sabine (* 1959), österreichische Schriftstellerin
- Scholl, Sophie (1921–1943), deutsche Widerstandskämpferin gegen die Diktatur des NationalsozialismusSophie Scholl (1921–1943)

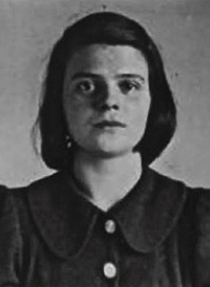
Sophie Scholl (1921–1943)

- Scholl, Stefanie (* 1973), deutsche Juristin, Rechtsanwältin und Richterin
- Scholl, Susanne (* 1949), österreichische Journalistin und Schriftstellerin
- Scholl, Susanne (* 1950), deutsche Schauspielerin
- Scholl, Thomas (* 1956), deutscher Ruderer
- Scholl, Toni (* 1963), deutscher Musiker und Dirigent
- Scholl, Ulla (1919–2011), deutsche Bildhauerin
- Scholl, Ulla M. (* 1948), deutsche Bildhauerin
- Scholl, Willy (* 1886), deutscher Automobilrennfahrer
- Scholl, Wilma (* 1939), deutsche Weinkönigin (1959/1960)
- Scholl, Wolfgang (* 1944), deutscher Psychologe, Sozialwissenschaftler und Hochschullehrer
- Scholl-Debrunner, Kathrin (* 1962), Schweizer Politikerin (SP)
- Scholl-Latour, Peter (1924–2014), deutsch-französischer Journalist und PublizistPeter Scholl-Latour (1924–2014)

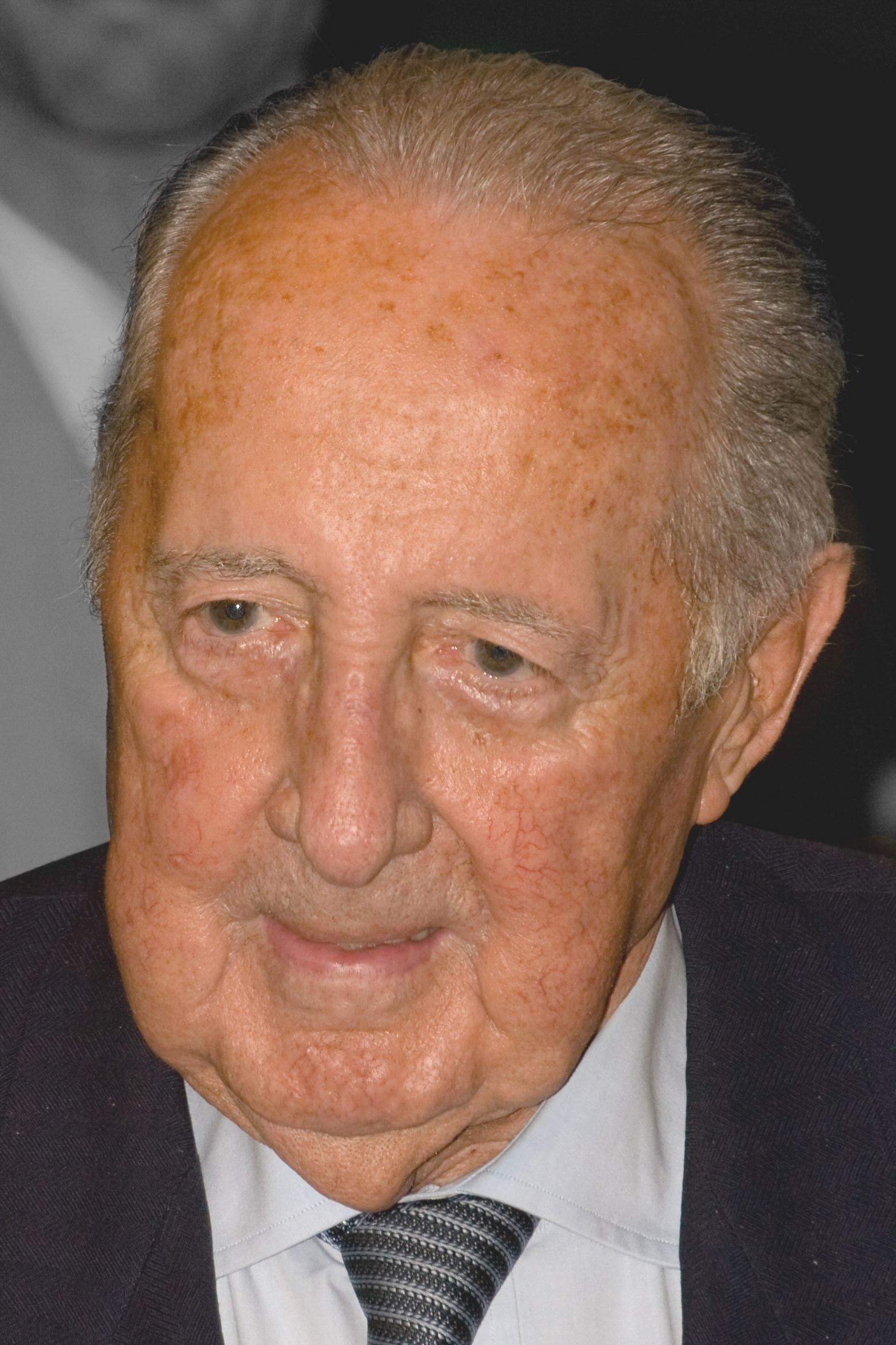
Peter Scholl-Latour (1924–2014)

- Scholl-Sabbatini, Bettina (* 1942), luxemburgische Bildhauerin und Plastikerin
- Schollaert, Frans (1851–1917), belgischer Politiker und Premierminister
- Schollaert, Paul (* 1940), belgischer Komponist und Chorleiter
- Schollähn, Karl (* 1866), deutscher Handwerker und Politiker (SPD)
- Schollak, Sigmar (1930–2012), deutscher Journalist, Kinderbuchautor und Aphoristiker
- Schollander, Don (* 1946), US-amerikanischer Schwimmer
- Schollar, Ludmilla (1888–1978), russische Balletttänzerin
- Schollbach, André (* 1978), deutscher Rechtsanwalt und Politiker (PDS, Die Linke), MdL
- Schollbach, Dieter (* 1947), deutscher Fußballspieler
- Scholle, Manfred (* 1946), deutscher Jurist
- Schollemann, Robert (1912–2008), französischer Autorennfahrer
- Schollen, Davy (* 1978), belgischer Fußballtorhüter
- Schollen, Matthias (1846–1915), deutscher Kanzleirat und Mundartdichter
- Schollenberger, Jakob (1851–1936), Schweizer Rechtswissenschaftler
- Schollenberger, Kaspar (1673–1735), deutscher Geistlicher und Komponist in der süddeutschen Musiktradition des Barock
- Schollenberger, Werner (* 1957), deutscher Sachbuchautor
- Schollenbruch, Rudolf (1856–1938), deutscher Allgemeinarzt und Politiker
- Schollenstern, Nathanael Scholz von (1589–1634), Görlitzer Ratsherr und Landesherr auf Deutsch-Ossig
- Scholler, Dietrich, deutscher Romanist
- Scholler, Friedrich Adam (1718–1785), deutscher Theologe und Botaniker
- Scholler, Heinrich (1929–2015), deutscher Jurist
- Scholler, Helga (1938–2012), österreichische Malerin und Grafikerin
- Schöller, Henriette (1815–1866), deutsche Schauspielerin und Ehefrau des Prinzen Karl von Bayern
- Schöller, Jakob (* 2005), österreichischer Fußballspieler
- Schöller, Josef (1859–1920), deutscher Oberamtmann
- Scholler, Karl Friedrich (1807–1863), deutscher Theologe und Politiker
- Schöller, Marco (* 1968), deutscher Islamwissenschaftler
- Scholler, Peggy (1941–2001), US-amerikanische Speerwerferin
- Schöller, Peter (1923–1988), deutscher Geograph und Hochschullehrer
- Schöller, Philipp (1771–1842), Oberbürgermeister von Düsseldorf
- Schöller, Reinhold (* 1922), deutscher Fußballspieler
- Schöller, Robert (* 1950), österreichischer Maler
- Schöller, Theo (1917–2004), deutscher Unternehmer
- Schöller, Wolfgang (* 1953), deutscher (Kunst)Historiker
- Scholley, Otto von (1823–1907), österreichischer Feldmarschalleutnant
- Scholley, Ruth von (1893–1969), deutsche Malerin
- Schöllgen, Georg (* 1951), deutscher römisch-katholischer Theologe, Kirchenhistoriker und Hochschullehrer
- Schöllgen, Gregor (* 1952), deutscher Historiker und Publizist
- Schöllgen, Hubert (1897–1978), deutscher Maler und Sgraffito-Techniker
- Schöllgen, Werner (1893–1985), deutscher römisch-katholischer Theologe und Hochschullehrer
- Schöllhammer, Christel (* 1938), deutsche Autorin mit dem Schwerpunkt Lyrik und Kurzgeschichten
- Schöllhammer, Kurt (1929–1990), deutscher Politiker (SPD), MdL (Rheinland-Pfalz), Bürgermeister der Stadt Simmern
- Schöllhorn, Johann Baptist (1922–2009), deutscher Volkswirtschaftler und Staatssekretär im Bundeswirtschaftsministerium (1967 bis 1972)
- Schöllhorn, Johannes (* 1962), deutscher Komponist
- Schöllhorn, Peter (1888–1970), deutscher Politiker (SPD), MdL Bayern
- Schöllhorn, Wolfgang (* 1960), deutscher Bewegungs- und Trainingswissenschaftler, Hochschullehrer
- Schollich, Ernst (1882–1945), tschechoslowakischer Politiker der deutschen Minderheit
- Schöllig, Theodor (1892–1980), deutscher Maler
- Schollin, Christina (* 1937), schwedische SchauspielerinChristina Schollin (* 1937)

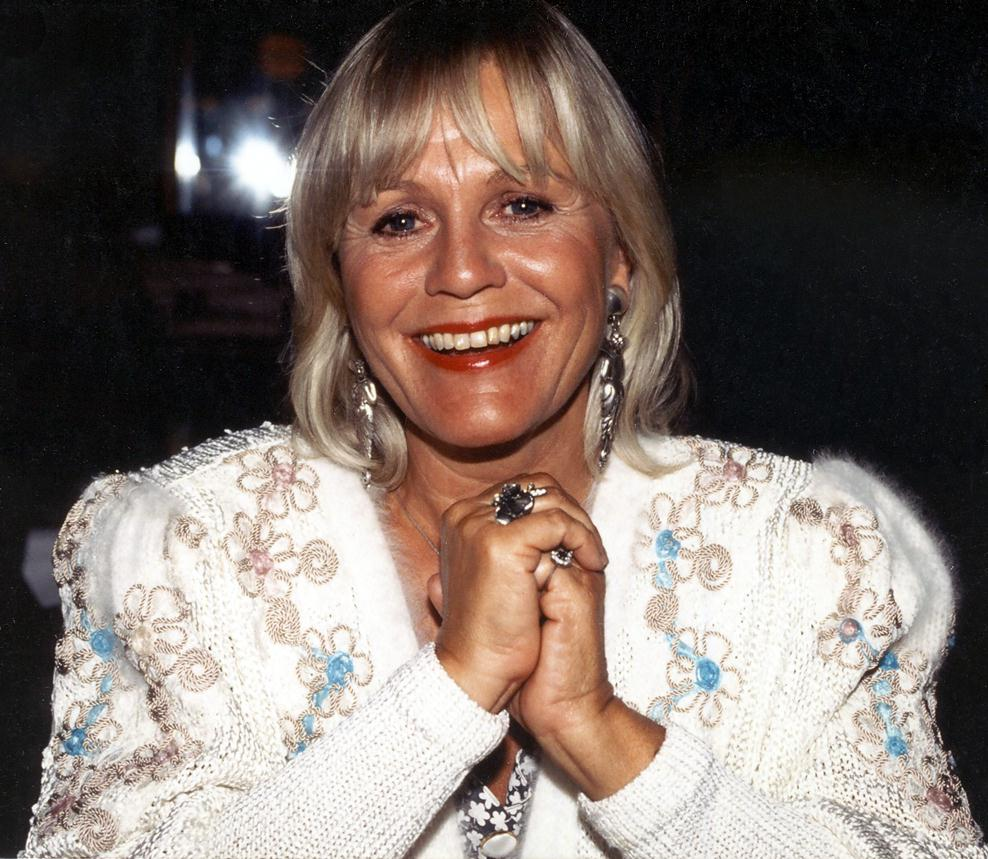
Christina Schollin (* 1937)

- Scholliner, Hermann (1722–1795), Theologe, Benediktiner
- Schöllkopf, Günter (1935–1979), deutscher Zeichner, Grafiker und Maler
- Schöllkopf, Jakob Friedrich (1819–1899), US-amerikanischer Unternehmer
- Schöllkopf, Ulrich (1927–1998), deutscher Chemiker
- Schöllkopf, Wolfgang (1958–2024), deutscher Theologe und Kirchenhistoriker
- Schollmayer, Dominik (* 1982), deutscher Hörfunkmoderator und AnchormanDominik Schollmayer (* 1982)

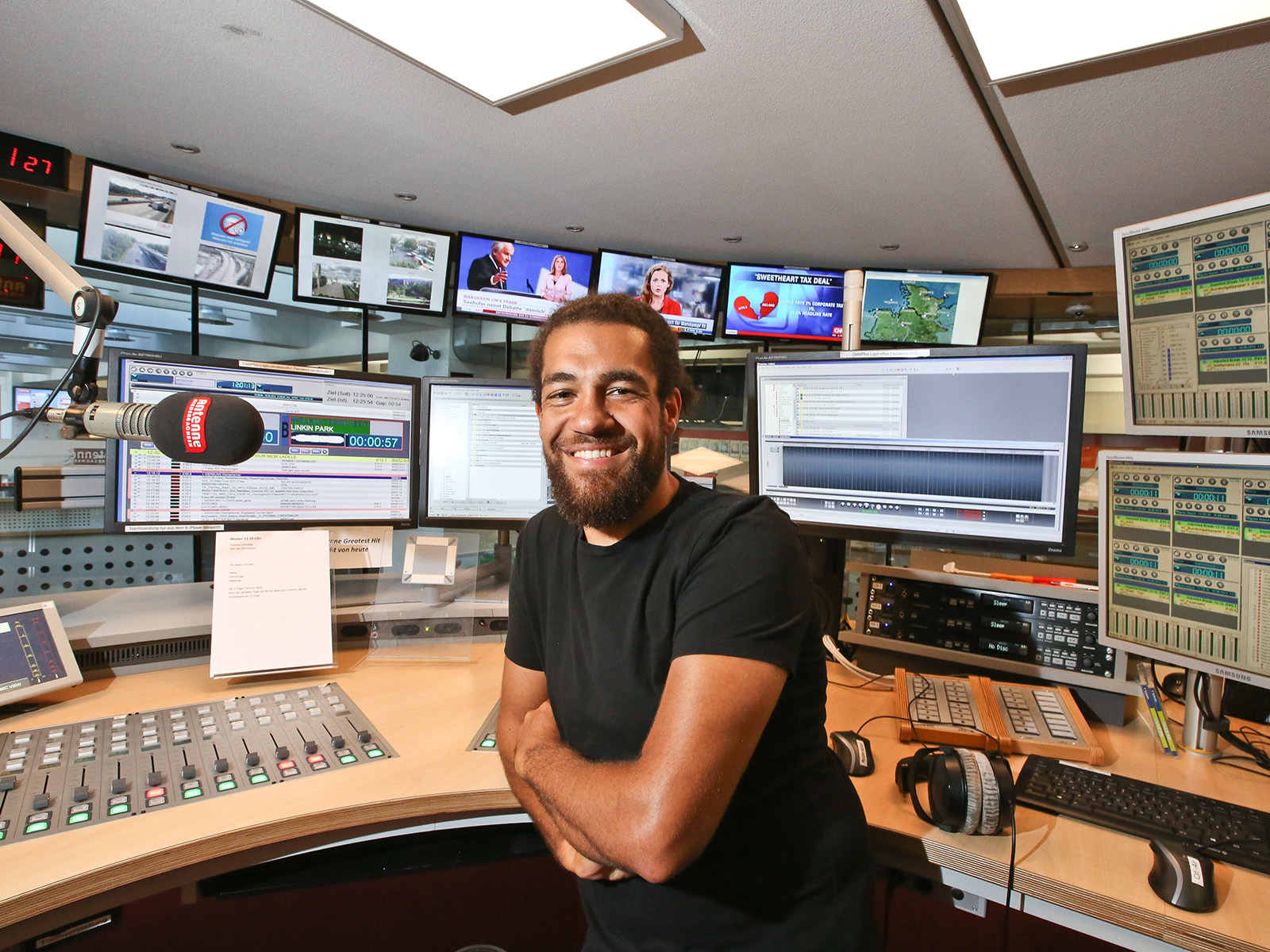
Dominik Schollmayer (* 1982)

- Schollmayer, Karl (1908–1996), deutscher Goldschmied und Bildhauer
- Schollmeyer, David (* 1971), deutscher Kirchenmusiker und Konzertorganist
- Schollmeyer, Fritz (* 1922), deutscher Fußballtrainer
- Schollmeyer, Manfred (* 1939), deutscher Gynäkologe, Geburtshelfer und sächsischer Heimatautor
- Schollmeyer, Markus (* 1969), deutscher Gerechtigkeitsforscher, Rechtsanwalt und Autor
- Schollmeyer, Patrick (* 1965), deutscher Klassischer Archäologe
- Schollmeyer, Thoralf (1962–2014), deutscher Gynäkologe und Geburtshelfer
- Schollmeyer, Wolfgang (1933–2014), deutscher Jurist, Verwaltungsbeamter und Politiker (SPD), MdB
- Schollum, Robert (1913–1987), österreichischer Komponist und Dirigent
- Schollwer, Edith (1904–2002), deutsche Schauspielerin
- Schollwer, Wolfgang (1922–2021), deutscher Politiker (FDP) und Autor
- Schollwöck, Ulrich (* 1967), deutscher theoretischer Festkörperphysiker und Hochschullehrer
- Schölly, Karl (1902–1987), Schweizer Schriftsteller
- Scholly, Nora (1905–1965), österreichische akademische Malerin, Kinderbuchautorin und Verlegerin
- Scholly, Norbert (* 1964), deutscher Jazzgitarrist

### Scholm
- Scholmer, Joseph (1913–1995), deutscher Mediziner, Kommunist, Antifaschist und Sachbuchautor
- Schölmerich, Axel (* 1952), deutscher Psychologe und Rektor der Ruhr-Universität Bochum
- Schölmerich, Jürgen (* 1948), deutscher Internist und Hochschullehrer
- Schölmerich, Paul (1916–2015), deutscher Internist und Hochschullehrer

### Scholn
- Schölnast, Christian (1904–1997), österreichischer Heimatforscher und Autor

### Scholo
- Scholobow, Witali Michailowitsch (* 1937), sowjetischer Kosmonaut
- Scholobowa, Walerija Sergejewna (* 1992), russische Ringerin
- Scholochow, Alexander Michailowitsch (* 1962), russischer Politiker und Biologe
- Scholochow, Michail Alexandrowitsch (1905–1984), russischer SchriftstellerMichail Alexandrowitsch Scholochow (1905–1984)

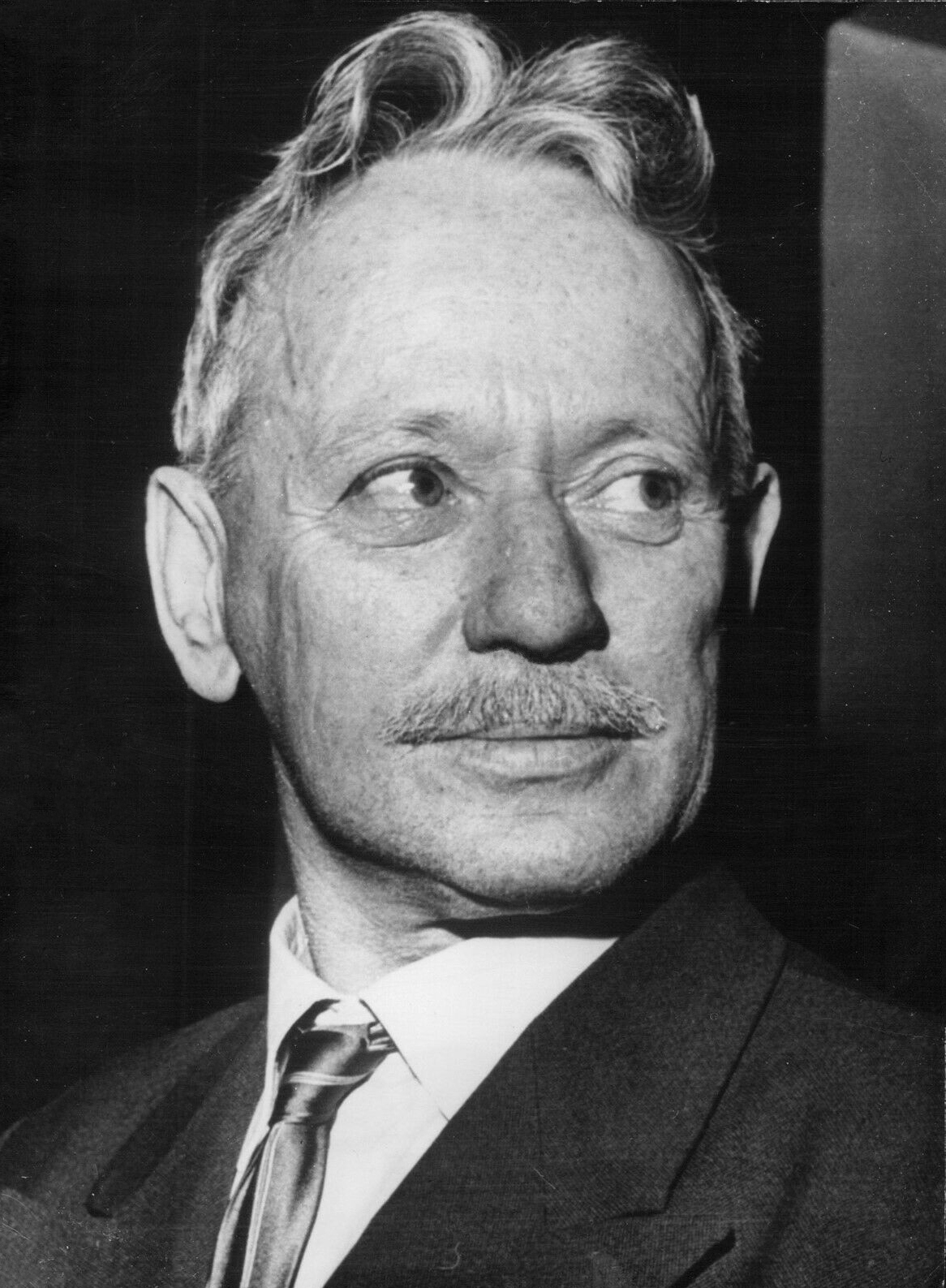
Michail Alexandrowitsch Scholochow (1905–1984)

### Scholp
- Schölpen, Thilo (* 1966), deutscher Musiker, Komponist und Produzent

### Schols
- Schöls, Alfred (* 1951), österreichischer Beamter und Politiker (ÖVP), Abgeordneter zum Nationalrat, Mitglied des Bundesrates
- Schols, Jacques (1935–2016), niederländischer Jazz-Bassist
- Scholschijew, Bauyrschan (* 1990), kasachischer Fußballspieler
- Scholsen, Hélène (* 1996), belgische Tennisspielerin
- Schölß, Alois (1905–1986), deutscher Maler

### Scholt
- Scholt, Ralf (* 1964), deutscher Sportjournalist
- Scholt, Sabine (* 1962), deutsche JournalistinSabine Scholt (* 1962)

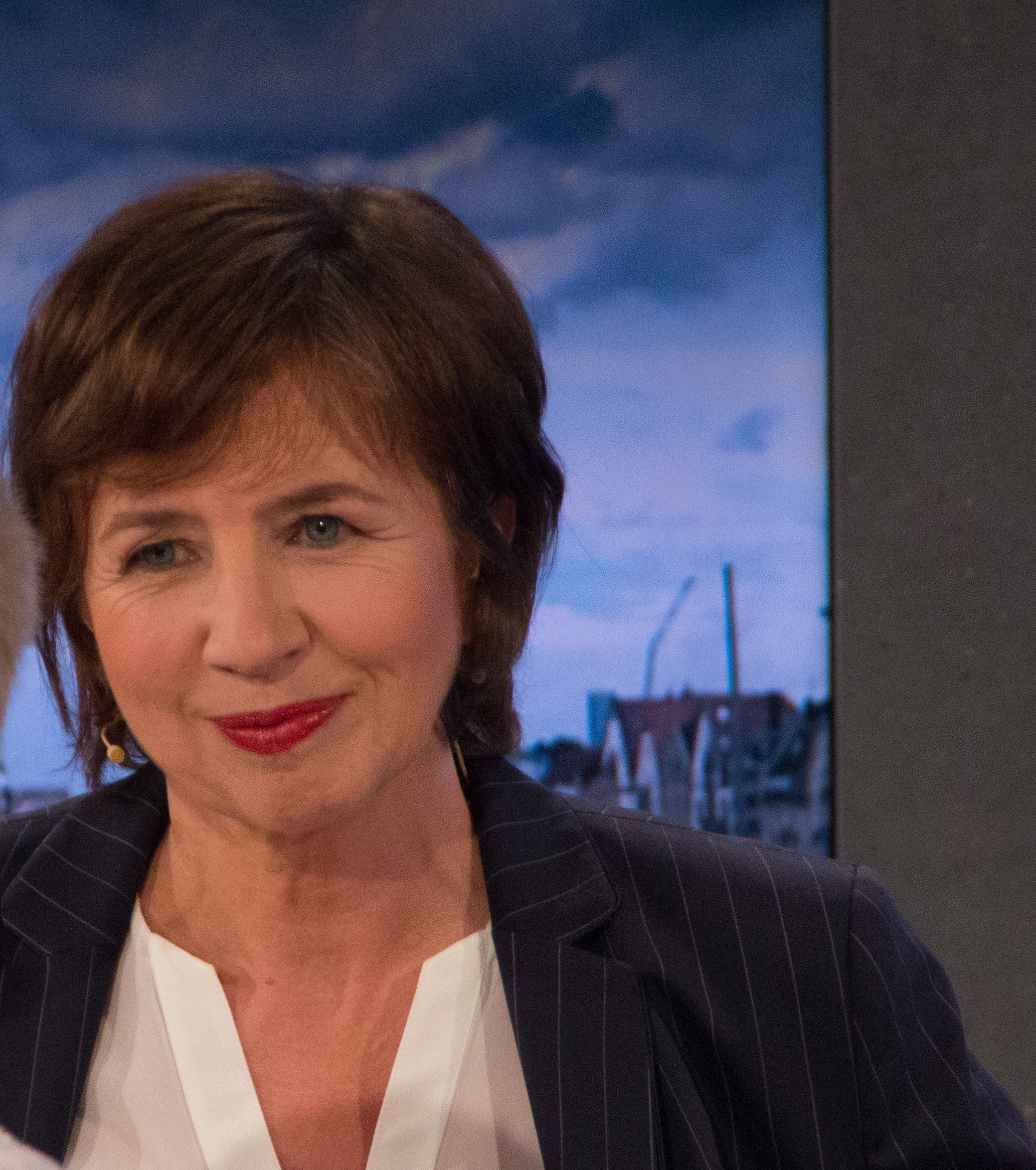
Sabine Scholt (* 1962)

- Scholte, Henk (1932–1998), niederländischer Karambolagespieler und Unternehmer
- Scholte, Rob (* 1958), niederländischer Neo-Konzeptkünstler
- Scholten van Aschat, Gijs (* 1959), niederländischer Schauspieler
- Scholten van Aschat, Reinout (* 1989), niederländischer Schauspieler
- Scholten, Arnold (* 1962), niederländischer Fußballspieler
- Scholten, Bouke (* 1981), niederländischer Sänger
- Scholten, Carel (1925–2009), niederländischer Physiker und Computerpionier
- Scholten, Casimir Wilhelm von (1752–1810), dänischer Generalmajor und Gouverneur
- Scholten, Clemens (* 1955), deutscher katholischer Kirchenhistoriker
- Scholten, Daniel (* 1973), deutsch-isländischer Schriftsteller
- Scholten, Elsa (1902–1981), deutsche Schauspielerin
- Scholten, Frank (1881–1942), niederländischer Fotograf, er hinterließ 12.000 entwickelte Fotografien und 14.000 Negative
- Scholten, Gabe (1921–1997), niederländischer Sprinter
- Scholten, Gerhard (1923–1995), österreichischer Autor
- Scholten, Hans (1935–2019), deutscher Naturschützer
- Scholten, Hans (* 1950), deutscher Sozialpädagoge
- Scholten, Heinrich Cornelius (1814–1852), deutscher Pädagoge und Politiker
- Scholten, Heinz (1894–1967), deutscher Landschaftsmaler
- Scholten, Heldemara (1905–1943), deutsche römisch-katholische Ordensfrau, Missionsschwester und Märtyrin
- Scholten, Helga (* 1963), deutsche Althistorikerin
- Scholten, Hendrik Jacobus (1824–1907), niederländischer Historien- und Genremaler sowie Radierer
- Scholten, Hermannus (1726–1783), niederländischer reformierter Theologe
- Scholten, Hillary (* 1982), US-amerikanische Politikerin der Demokratischen Partei
- Scholten, Iris (* 1999), niederländische Volleyballspielerin
- Scholten, Jeffrey (* 1977), kanadischer Shorttracker
- Scholten, Jobst (1644–1721), Ingenieuroffizier, Befehlshaber der dänischen Armee, Generalgouverneur von Vorpommern und Rügen
- Scholten, Johann Andreas Anton von (1723–1791), preußischer Generalmajor, Schriftsteller und Gründer der wissenschaftlichen Gesellschaft in Treuenbrietzen
- Scholten, Johannes Henricus (1811–1885), niederländischer Theologe
- Scholten, Karin (* 1952), deutsche Grafikdesignerin und Schriftstellerin
- Scholten, Karl von (1861–1935), deutscher Kunstmaler
- Scholten, Martin (* 1967), deutscher Maler
- Scholten, Michael (* 1971), deutscher Autor und Journalist
- Scholten, Peter von (1784–1854), dänischer Generalgouverneur in Dänisch-Westindien und Sklavenbefreier
- Scholten, Robert (1831–1910), deutscher Geistlicher und Historiker
- Scholten, Roland (* 1965), niederländischer Dartspieler
- Scholten, Rudolf (* 1955), österreichischer Bankmanager und Politiker, Abgeordneter zum Nationalrat und MinisterRudolf Scholten (* 1955)

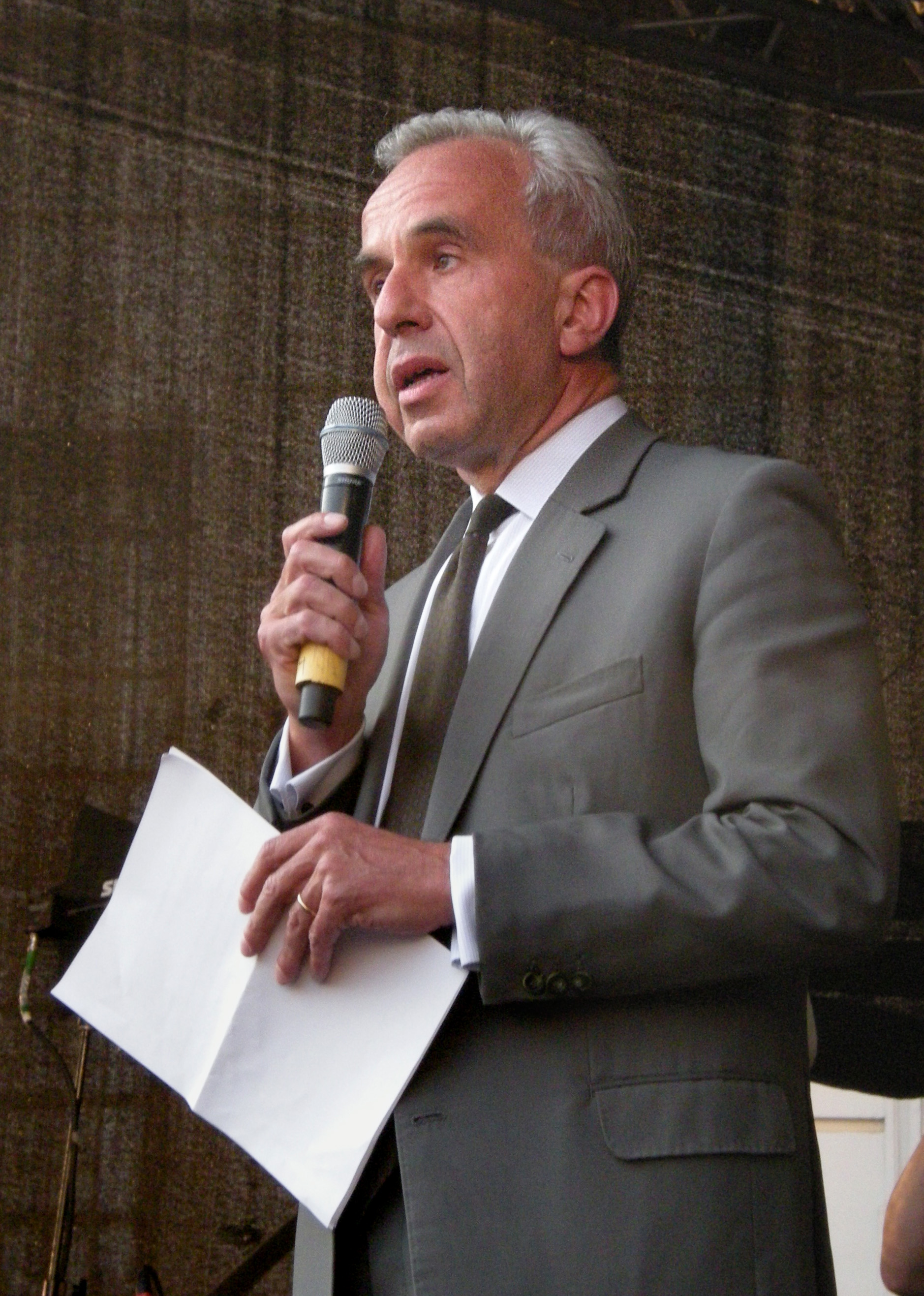
Rudolf Scholten (* 1955)

- Scholten, Teddy (1926–2010), niederländische Sängerin
- Scholten, Theo († 1981), deutscher Architekt
- Scholten, Théo (* 1963), luxemburgischer Fußballspieler
- Scholten, Thomas (* 1960), deutscher Bodenwissenschaftler und Physischer Geograph
- Scholten, Ulrich (* 1957), deutscher Jurist und Politiker (SPD)
- Scholten, Wilhelm von (1797–1868), preußischer Generalleutnant und Kommandant der Festung Koblenz und Ehrenbreitstein
- Scholten, Willem (1927–2005), niederländischer Politiker (CHU, CDA), MdEP
- Scholten, Ynso (1918–1984), niederländischer Politiker und Jurist
- Scholter, Wilhelm (1858–1915), deutscher Architekt
- Scholtes, Elias (* 2003), deutscher Handballspieler
- Scholtes, Richard (* 1934), US-amerikanischer Offizier, Generalmajor der US-Army
- Scholtis, Alfons (* 1902), deutscher Politiker (NSDAP)
- Scholtis, August (1901–1969), deutscher Schriftsteller
- Scholtissek, Christoph (* 1929), deutscher Biochemiker und Virologe
- Scholtissek, Herbert (1900–1979), deutscher Politiker (CDU), MdL, Richter des Bundesverfassungsgerichts
- Scholtissek, Klaus (* 1962), deutscher Theologe und Neutestamentler
- Scholtissek, Stephan (* 1959), deutscher Biochemiker
- Scholtissek, Tino (* 1968), deutscher Fußballspieler
- Scholtowski, Iwan Wladislawowitsch (1867–1959), russischer Architekt
- Scholtyschik, Gerhard (1947–2025), deutscher Fußballspieler
- Scholtyseck, Erich (1918–1985), deutscher Zoologe
- Scholtyseck, Joachim (* 1958), deutscher HistorikerJoachim Scholtyseck (* 1958)

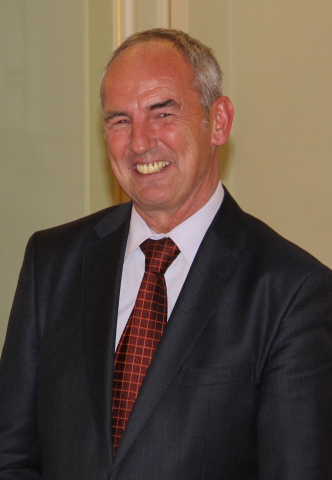
Joachim Scholtyseck (* 1958)

- Scholtysek, Frank (* 1967), deutscher Politiker (AfD), MdA
- Scholtysik, Darius (* 1966), deutscher FußballspielerDarius Scholtysik (* 1966)

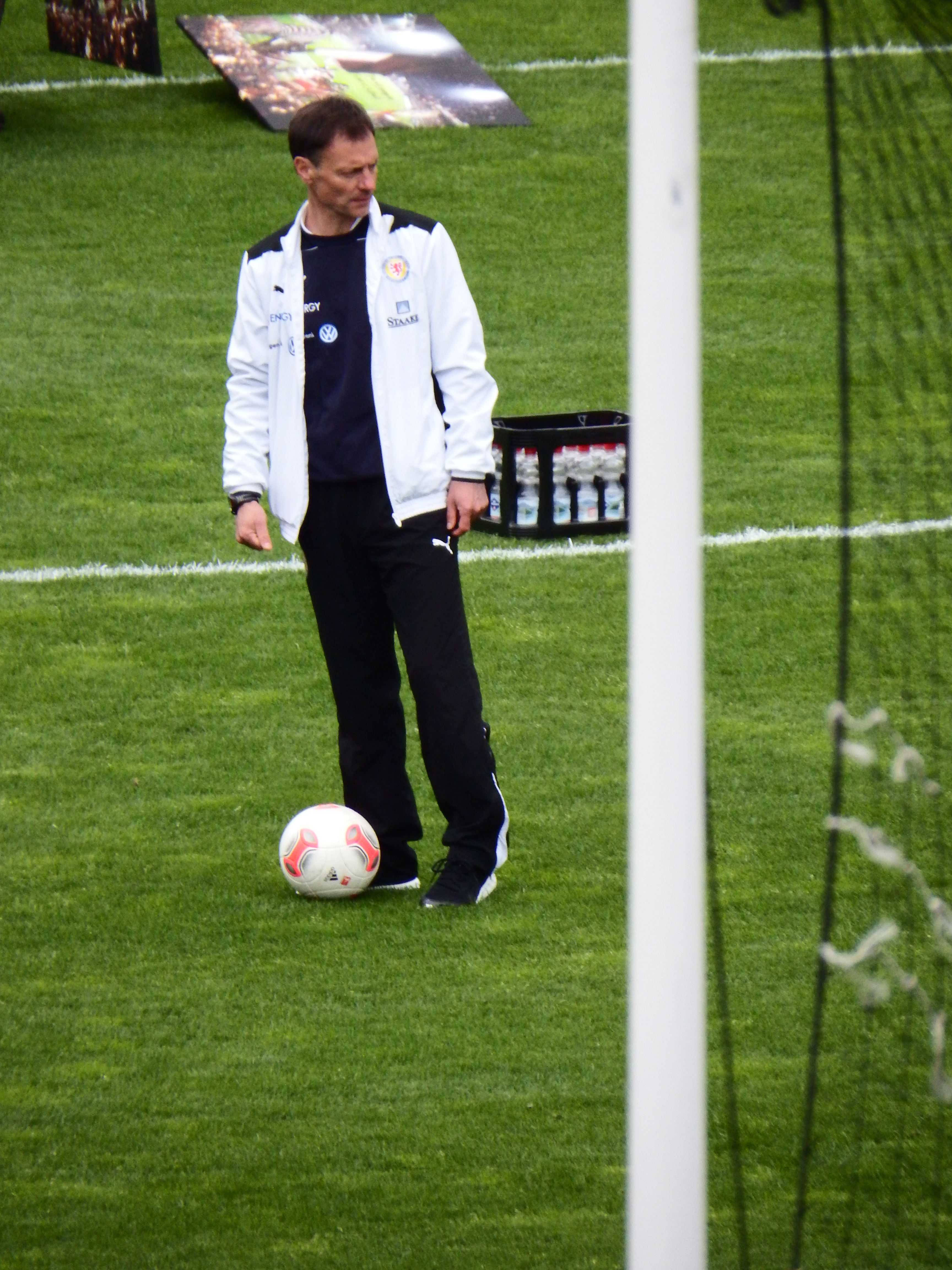
Darius Scholtysik (* 1966)

- Scholtyssek, Karl-Heinz (* 1931), deutscher Botschafter
- Scholtyssek, Siegfried (1924–2005), deutscher Agrarwissenschaftler und Geflügelzüchter
- Scholtz, Alfred von (1850–1934), deutscher Bauingenieur, Stadtplaner und Baubeamter
- Scholtz, Alina (1908–1996), polnische Landschaftsarchitektin
- Scholtz, Anton († 1622), deutscher Mathematiker und herzoglicher Hofbeamter in Liegnitz
- Scholtz, Arthur (1871–1935), Bürgermeister und amtierender Oberbürgermeister von Berlin
- Scholtz, Axel (1935–2025), deutscher Schauspieler und Synchronsprecher
- Scholtz, Edmund (1869–1948), ungarischer Politiker der deutschen Minderheit
- Scholtz, Elisabeth, Theaterschauspielerin
- Scholtz, Friedrich von (1851–1927), preußischer General der Artillerie im Ersten Weltkrieg
- Scholtz, Gisela (1932–2022), deutsche Schauspielerin
- Scholtz, Heinrich (1874–1918), deutscher Verwaltungsjurist; Oberbürgermeister von Danzig (1910–1918)
- Scholtz, Hermann (1845–1918), deutscher Pianist und Komponist
- Scholtz, Horst (1924–2013), deutscher Politiker (SED)
- Scholtz, Johanita (* 2000), südafrikanische Badmintonspielerin
- Scholtz, Julius (1825–1893), deutscher Historien- und Porträtmaler
- Scholtz, Klaus (1908–1987), deutscher Offizier, zuletzt Kapitän zur See der Bundesmarine
- Scholtz, Melanie (* 1979), südafrikanische Jazzmusikerin (Gesang, Komposition)
- Scholtz, Nicolaas (* 1991), südafrikanischer Tennisspieler
- Scholtz, Robert Friedrich Karl (1877–1956), expressionistischer Porträt- und Landschaftsmaler
- Scholtz, Rudolf (* 1868), deutscher Sanitätsoffizier
- Scholtz, Rudolf von (1890–1956), deutscher Schriftsteller, Intendant des Bayerischen Rundfunks
- Scholtz, Walther (1861–1910), deutscher Genre-, Porträt- und Landschaftsmaler
- Scholtz-Klink, Gertrud (1902–1999), deutsche Reichsfrauenführerin im Dritten ReichGertrud Scholtz-Klink (1902–1999)

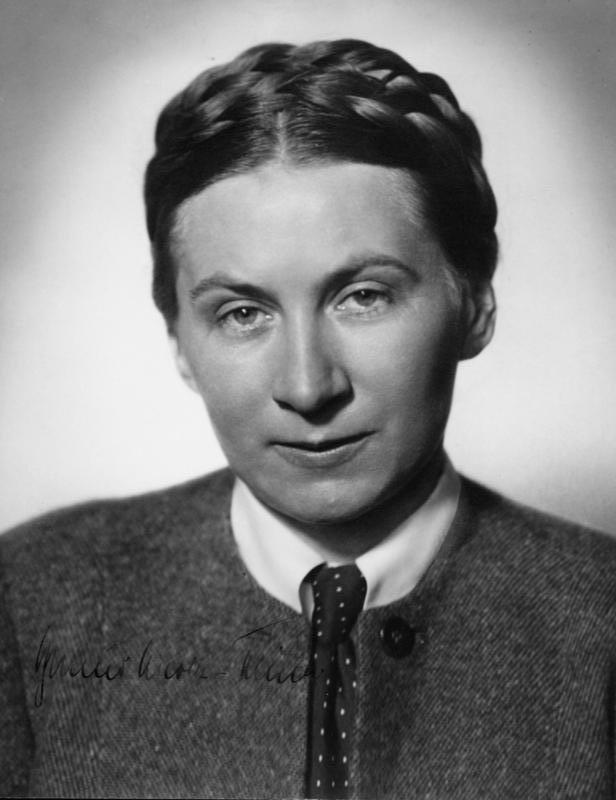
Gertrud Scholtz-Klink (1902–1999)

- Scholtze, Gottlieb (1713–1783), deutscher Orgelbauer

### Scholu
- Scholuch, Andrei Iwanowitsch (1895–1979), ukrainischer Chorleiter

### Scholv
- Scholvin, Gerhard Philipp (1723–1803), evangelischer Theologe
- Scholvin, Johannes († 1642), deutscher Theologe und Dichter

### Scholz

#### Scholz V
- Scholz von Rarancze, Ferdinand (1856–1922), österreichisch-ungarischer General
- Scholz von Reitzenstein, Vera (1924–2018), Schweizer Bildhauerin und Plastikerin
- Scholz von Rosenau, Lorenz (1552–1599), deutscher Botaniker und Arzt

#### Scholz,
- Scholz, Achim (* 1949), deutscher Hörspielregisseur, Hörspielautor und Drehbuchautor
- Scholz, Adolf (1890–1980), deutscher Politiker (KPD, SED), MdL
- Scholz, Adolf von (1833–1924), deutscher Politiker
- Scholz, Albin (* 1865), deutscher Opern- und Konzertsänger
- Scholz, Aleks (* 1975), deutscher Astronom und Autor
- Scholz, Alexander (* 1992), dänischer Fußballspieler
- Scholz, Alfred (1876–1944), deutscher Politiker (SPD), Bezirksbürgermeister
- Scholz, Alfred (1921–1978), deutscher stellvertretender Minister für Staatssicherheit der DDR
- Scholz, Alois (1821–1883), österreichischer Manager
- Scholz, Andreas (* 1955), deutscher Maler
- Scholz, Angelika (* 1945), deutsche Politikerin (CDU), MdL
- Scholz, Anke (* 1978), deutsche Schwimmerin
- Scholz, Anton von (1829–1908), deutscher römisch-katholischer Theologe
- Scholz, Arno (1904–1971), deutscher Journalist, Publizist und Verleger
- Scholz, Arnold (1904–1942), deutscher Mathematiker
- Scholz, Arthur Johannes (1883–1945), österreichischer Dirigent
- Scholz, August (1857–1923), deutscher Übersetzter russischer Literatur
- Scholz, August (1882–1948), deutscher Kommunalpolitiker (CDU), Oberbürgermeister von Remscheid
- Scholz, Bernd (1911–1969), deutscher Komponist
- Scholz, Berndt-Ulrich (* 1939), deutscher Unternehmer und Fußballfunktionär
- Scholz, Bernhard (1835–1916), deutscher Dirigent, Komponist und Musikpädagoge
- Scholz, Bernhard Joachim (* 1969), deutscher Jurist, Richter am Bundessozialgericht
- Scholz, Bettina (* 1979), deutsche Künstlerin (Malerei, Zeichnungen, Objekte)
- Scholz, Birger (* 1973), deutscher Finanzwissenschaftler und politischer Beamter
- Scholz, Bubi (1930–2000), deutscher Boxer
- Scholz, Carl (1833–1893), deutscher Jurist und Mitglied der Nassauischen Kommunallandtags
- Scholz, Carl (1836–1907), deutscher Architekt in Russland
- Scholz, Christian (1697–1777), deutscher reformierter Theologe, koptischer Sprachforscher
- Scholz, Christian (1806–1880), deutscher Verleger und Gründer der Deutschkatholischen Gemeinde Mainz, Mitglied im Vorparlament der Frankfurter Paulskirche
- Scholz, Christian (1874–1931), deutscher Politiker (DVP), Landtagsabgeordneter Volksstaat Hessen
- Scholz, Christian (* 1951), deutscher Fotograf
- Scholz, Christian (1952–2019), österreichischer Wirtschaftswissenschaftler
- Scholz, Christiane (* 1957), deutsche Ärztin und Politikerin (PDS), MdVK
- Scholz, Christina (* 1955), deutsche Schauspielerin
- Scholz, Christopher H. (* 1943), US-amerikanischer Geologe und Physiker
- Scholz, Claus (* 1948), deutscher Tischtennisspieler
- Scholz, Claus (* 1979), deutscher Manager und Reality-TV-Darsteller
- Scholz, Corinna (* 1989), deutsche Curlerin
- Scholz, Daniel (* 1973), deutscher Komponist und Musikproduzent
- Scholz, Daniel (* 1975), deutscher Schauspieler
- Scholz, Daniel (* 1991), deutscher Jazzmusiker (Schlagzeug, Komposition) und Tontechniker
- Scholz, Daniel Sebastian (* 1983), deutscher Musiker, Psychologe und Verhaltenstherapeut
- Scholz, Danilo (* 1984), deutscher Ideenhistoriker, Autor und Übersetzer
- Scholz, Deborah (* 2000), deutsche Volleyballspielerin
- Scholz, Dieter (1932–2007), deutscher Operetten- und Opernsänger
- Scholz, Dieter (1937–2024), deutscher Schauspieler und Theaterleiter
- Scholz, Dieter (* 1938), deutscher Geistlicher, emeritierter Bischof von Chinhoyi
- Scholz, Dietmar (1933–2016), deutscher Autor und Maler
- Scholz, Eckhard (* 1963), deutscher AutomobilmanagerEckhard Scholz (* 1963)

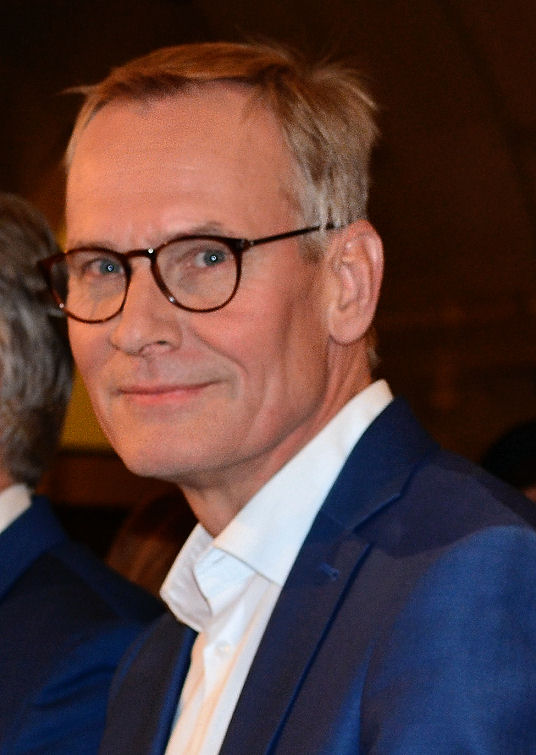
Eckhard Scholz (* 1963)

- Scholz, Edmund (1835–1920), Großdechant der Grafschaft Glatz und Generalvikar des Erzbistums Prag in Preußen
- Scholz, Elfriede (1903–1943), deutsches NS-Opfer
- Scholz, Elvira (* 1930), deutsche Opernsängerin (Sopran)
- Scholz, Erhard (* 1947), deutscher Mathematikhistoriker und Hochschullehrer
- Scholz, Erich (1911–2000), deutscher Architekt, Autor, Lieddichter und SS-Mann
- Scholz, Erik (1926–1995), ungarischer Künstler
- Scholz, Erna (1906–1935), deutsche Lokalpolitikerin (KPD) und Widerstandskämpferin gegen das NS-Regime
- Scholz, Ernst (1874–1932), deutscher Jurist und Politiker (DVP), MdR, Oberbürgermeister von Kassel und Charlottenburg, Reichsminister
- Scholz, Ernst (1913–1986), deutscher Politiker (KPD, SED), MdV, Minister für Bauwesen der DDR (1958–1963)
- Scholz, Erwin Christian (1910–1977), österreichischer Pianist, Komponist und Musikwissenschaftler
- Scholz, Eva-Ingeborg (1928–2022), deutsche Schauspielerin und SynchronsprecherinEva-Ingeborg Scholz (1928–2022)

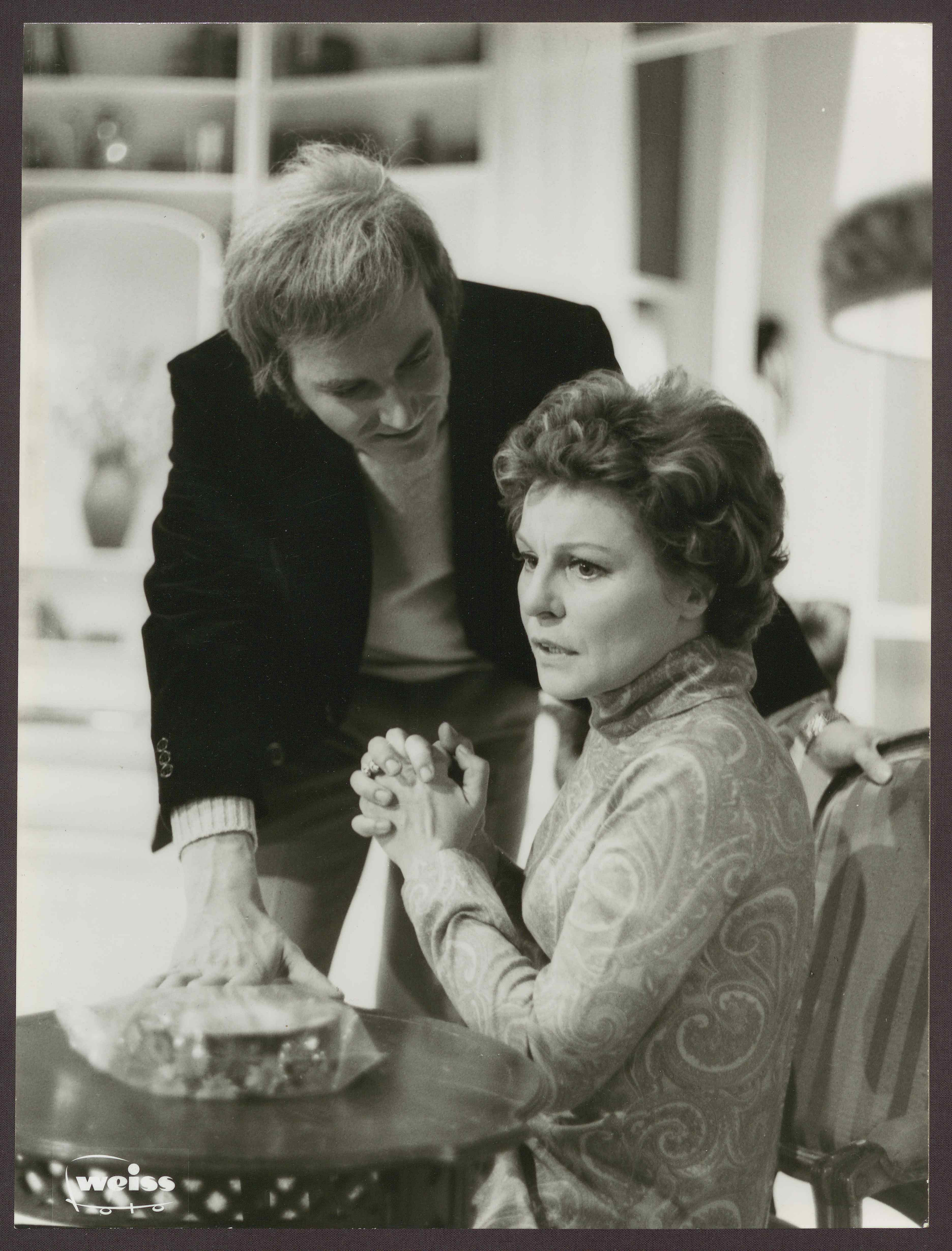
Eva-Ingeborg Scholz (1928–2022)

- Scholz, Fabian (* 1990), österreichischer Eishockeyspieler
- Scholz, Frances (* 1962), deutsch-US-amerikanische Künstlerin (Malerei, Zeichnungen)
- Scholz, Franz (1797–1865), deutscher Jurist und Politiker
- Scholz, Franz (1873–1958), deutscher Verwaltungsrichter und Fachbuchautor
- Scholz, Franz (1876–1960), tschechoslowakischer christlicher Gewerkschafter und Politiker
- Scholz, Franz (1909–1998), deutscher katholischer Theologe und Hochschullehrer
- Scholz, Franz Paul (1772–1837), deutscher Geistlicher, Naturforscher und Autor
- Scholz, Fred (* 1939), deutscher Geograph
- Scholz, Freddy (* 1961), deutscher Fechter und Olympiateilnehmer
- Scholz, Friedrich (1845–1922), österreichischer Apotheker und Politiker
- Scholz, Friedrich (1926–2008), deutscher Komponist und Schriftsteller
- Scholz, Friedrich (1928–2016), deutscher Sprachwissenschaftler
- Scholz, Fritz (* 1955), deutscher Chemiker und Hochschullehrer für Analytische Chemie und Umweltchemie
- Scholz, Fritz von (1896–1944), österreichischer SS-Gruppenführer im Zweiten Weltkrieg
- Scholz, Georg (1890–1945), deutscher Maler der Neuen SachlichkeitGeorg Scholz (1890–1945)

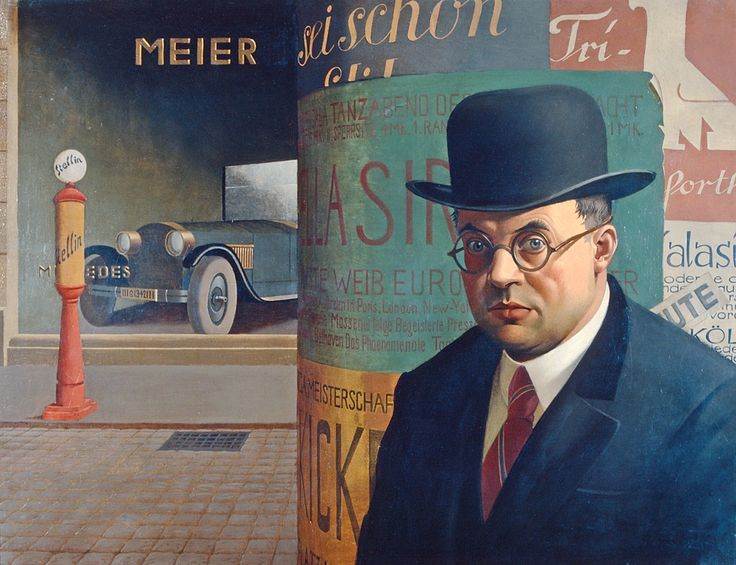
Georg Scholz (1890–1945)

- Scholz, Georg (1900–1945), deutscher römisch-katholischer Geistlicher und Märtyrer
- Scholz, Georg (* 1904), deutscher Politiker (LDPD), MdV
- Scholz, Georg (* 1937), deutscher Eishockeyspieler und -trainer
- Scholz, Georg (1958–2022), deutscher Sanitätsoffizier, Oberfeldarzt und Politiker (SPD), MdL
- Scholz, Gerd (* 1935), deutscher Politiker (SPD) und Vorstandsvorsitzender der Stadtsparkasse Wuppertal (1995–1999)
- Scholz, Gerhard (* 1898), Mitglied des preußischen Abgeordnetenhauses
- Scholz, Gerhard (1903–1989), deutscher Philologe, Germanist sowie Literaturhistoriker
- Scholz, Gerhard (1935–1970), deutscher Fußballspieler
- Scholz, Gerold (* 1944), deutscher Erziehungswissenschaftler
- Scholz, Gertrud (1881–1950), deutsche Politikerin (SPD), Mitglied der Berliner Stadtverordnetenversammlung
- Scholz, Gottfried (* 1936), österreichischer Musikwissenschaftler
- Scholz, Gregory (* 1981), deutscher Politiker (SPD), MdL
- Scholz, Gudrun (* 1940), deutsche Hockeyspielerin
- Scholz, Gudrun (1947–2024), deutsche Kunstwissenschaftlerin, Designtheoretikerin und Hochschullehrerin
- Scholz, Gunhild (* 1940), deutsche Badmintonspielerin
- Scholz, Günter (* 1940), deutscher Historiker und Museumsleiter
- Scholz, Günter-Willi (* 1952), deutscher Politiker (SED, PDS), MdL
- Scholz, Günther (1919–2003), deutscher Journalist
- Scholz, Gunther (* 1944), deutscher Regisseur und Autor
- Scholz, Gustav (1880–1939), deutsch-russischer Architekt
- Scholz, Hanna (* 1992), deutsche Schauspielerin und Model
- Scholz, Hannes (1934–2017), deutscher Fußballtrainer und -funktionär
- Scholz, Hans (1879–1953), deutscher Musikwissenschaftler und Musikschriftsteller
- Scholz, Hans (1911–1988), deutscher Schriftsteller, Journalist und Maler
- Scholz, Hartmut (1941–2001), deutscher Bahnradsportler
- Scholz, Hartmut (* 1956), deutscher Kunsthistoriker
- Scholz, Hasso (* 1937), deutscher Pharmakologe und Toxikologe
- Scholz, Heiger (* 1957), deutscher Verwaltungsjurist, politischer Beamter und Politiker (SPD)
- Scholz, Heiko (* 1966), deutscher Fußballspieler und -trainerHeiko Scholz (* 1966)

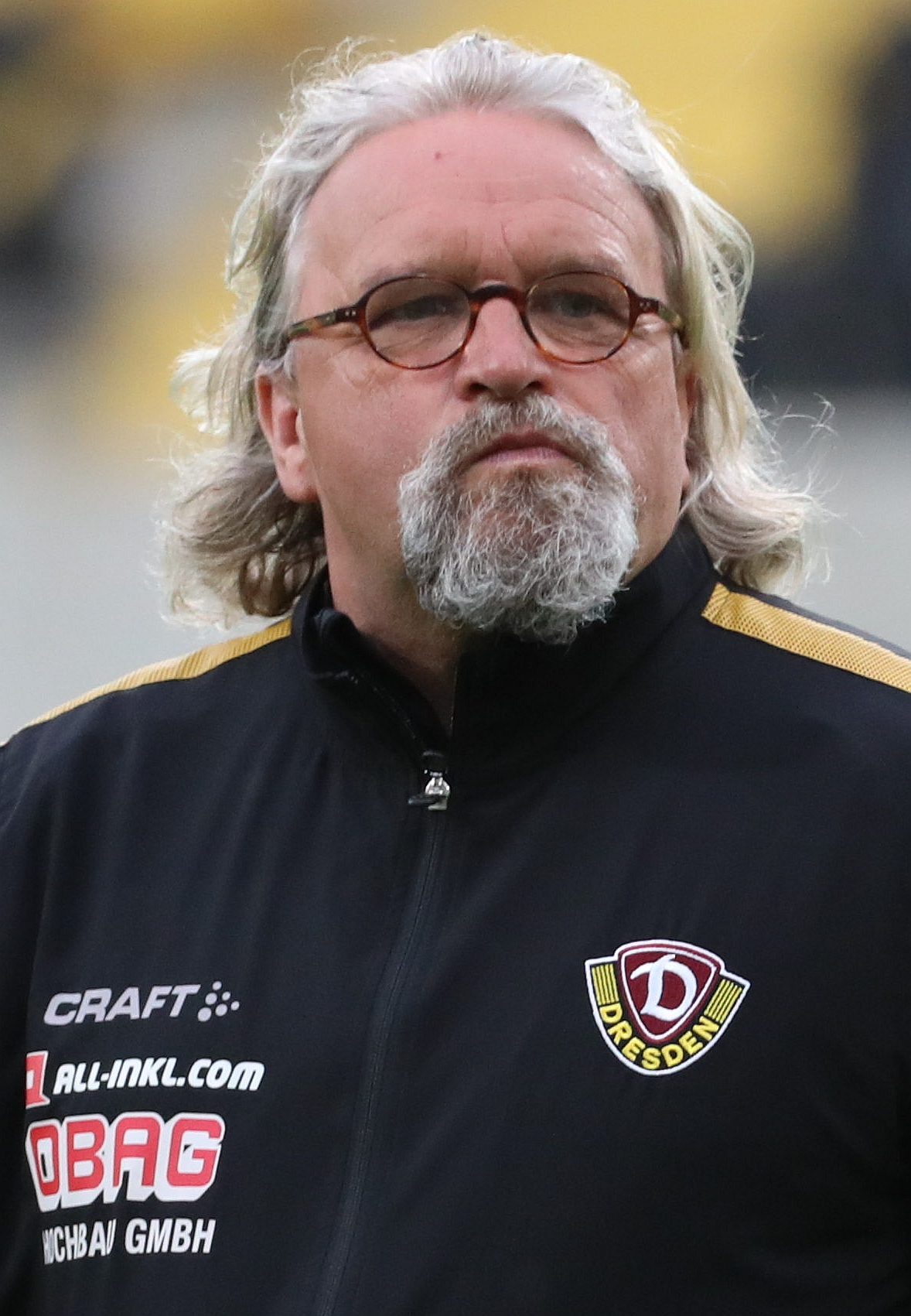
Heiko Scholz (* 1966)

- Scholz, Heiko Frank (* 1962), deutscher Politiker (AfD)
- Scholz, Heinrich (1884–1956), deutscher evangelischer Theologe, Mathematiker und PhilosophHeinrich Scholz (1884–1956)

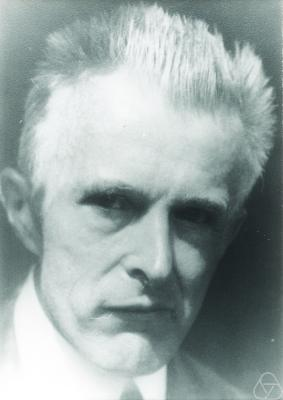
Heinrich Scholz (1884–1956)

- Scholz, Heinrich (1933–2003), deutscher Politiker (SED), Minister für Verkehrswesen der DDR
- Scholz, Heinrich Karl (1880–1937), österreichischer Bildhauer
- Scholz, Heinz (1897–1988), österreichischer Pianist, Hochschullehrer und Präsident des Mozarteum Salzburg
- Scholz, Heinz (1910–1978), deutscher Schauspieler
- Scholz, Heinz (* 1937), deutscher Fußballspieler
- Scholz, Heinz Peter (1916–1992), deutscher Schauspieler und Hörspielsprecher
- Scholz, Helmut (1924–1967), deutscher Politiker (SED)
- Scholz, Helmut (1929–2022), deutscher Staatssekretär
- Scholz, Helmut (* 1954), deutscher Politiker (SED, PDS, Die Linke), MdEP
- Scholz, Hildemar (1928–2012), deutscher Botaniker
- Scholz, Hugo (* 1894), deutscher Wirtschaftsfunktionär
- Scholz, Hugo (1896–1987), deutscher Schriftsteller und Landwirt österreichisch-tschechoslowakischer Herkunft
- Scholz, Imme (* 1964), deutsche Soziologin
- Scholz, Ingo (1947–2023), deutscher Ruderer
- Scholz, Isabel (* 1980), deutsche Schauspielerin
- Scholz, Jackson (1897–1986), US-amerikanischer Leichtathlet
- Scholz, Jean Paul Friedrich (1831–1907), deutscher Arzt und Klinikdirektor
- Scholz, Jens (* 1959), deutscher MedizinerJens Scholz (* 1959)

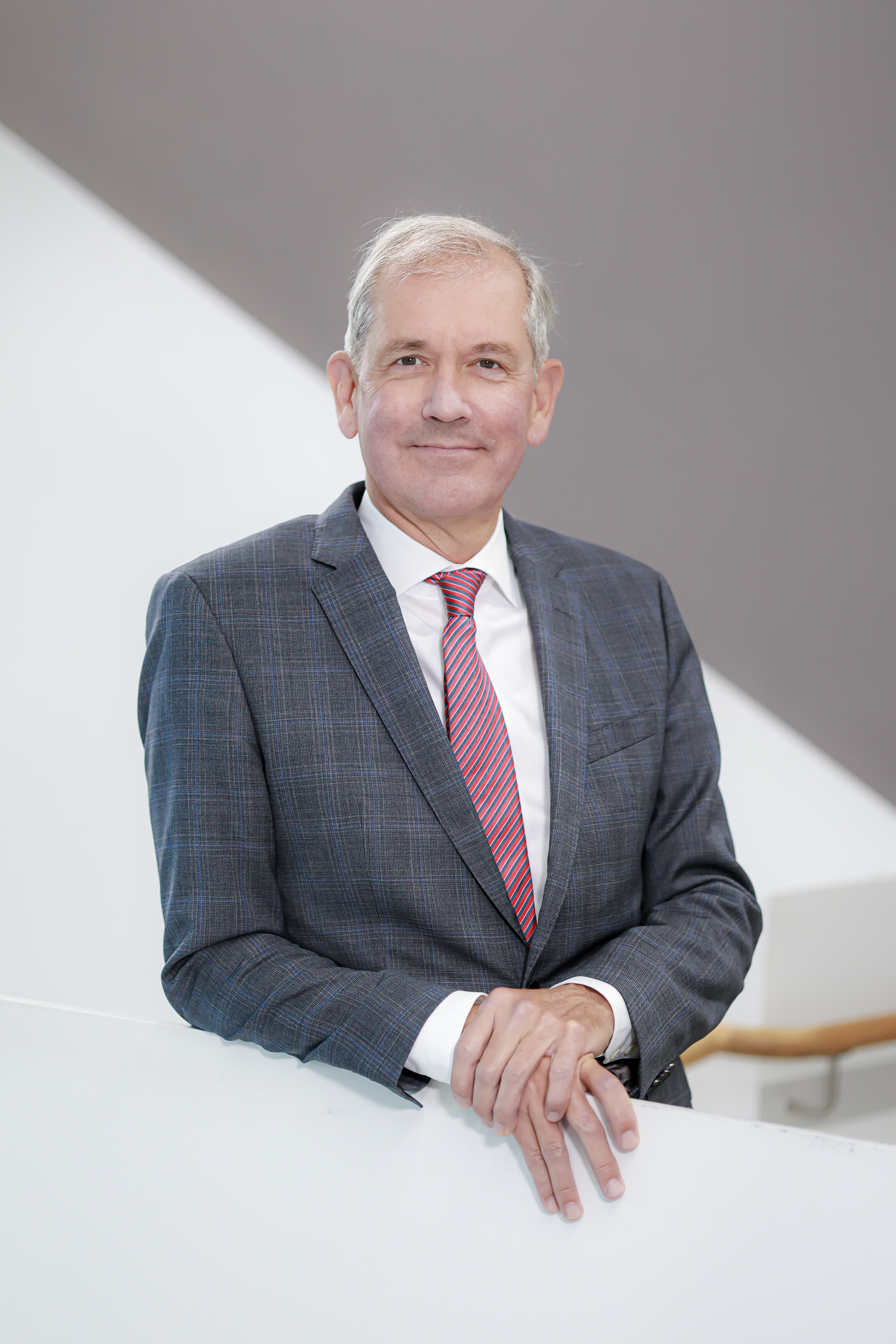
Jens Scholz (* 1959)

- Scholz, Joachim (1924–2023), deutscher Buchautor
- Scholz, Joachim (1934–2004), deutscher Maler und Grafiker
- Scholz, Joachim (* 1962), deutscher Kommunalpolitiker
- Scholz, Joachim J. (* 1942), deutscher Germanist
- Scholz, Johann Martin Augustin (1794–1852), katholischer Theologe
- Scholz, Johannes (1888–1956), deutscher Verleger sowie Funktionär der deutschen Minderheit in Polen und Sprecher verschiedener Vertriebenenverbände
- Scholz, Johannes R., deutscher Sozialarbeiter und Entwicklungshelfer
- Scholz, Jonas (* 1999), deutscher Fußballspieler
- Scholz, Joseph (1882–1958), deutscher Landrat
- Scholz, Julius (1839–1920), deutscher Oberlehrer und Alpinist
- Scholz, Jürgen (1929–2010), deutscher Unternehmer und Werbetexter
- Scholz, Kajo (1953–2008), deutscher Lyriker
- Scholz, Karl (1879–1957), österreichischer Maler
- Scholz, Karsten (* 1969), deutscher Pianist und Dirigent
- Scholz, Katrin (* 1969), deutsche Geigerin
- Scholz, Kelly (* 1994), deutsche Fußballspielerin
- Scholz, Kent (* 1968), deutscher Fußballspieler und -trainer
- Scholz, Kornelia (1953–1991), deutsche Malerin und Sängerin
- Scholz, Kurt (* 1948), österreichischer Sonderbeauftragter der Stadt Wien für Restitutions- und Zwangsarbeiterfragen
- Scholz, Leander (* 1969), deutscher Philosoph und SchriftstellerLeander Scholz (* 1969)

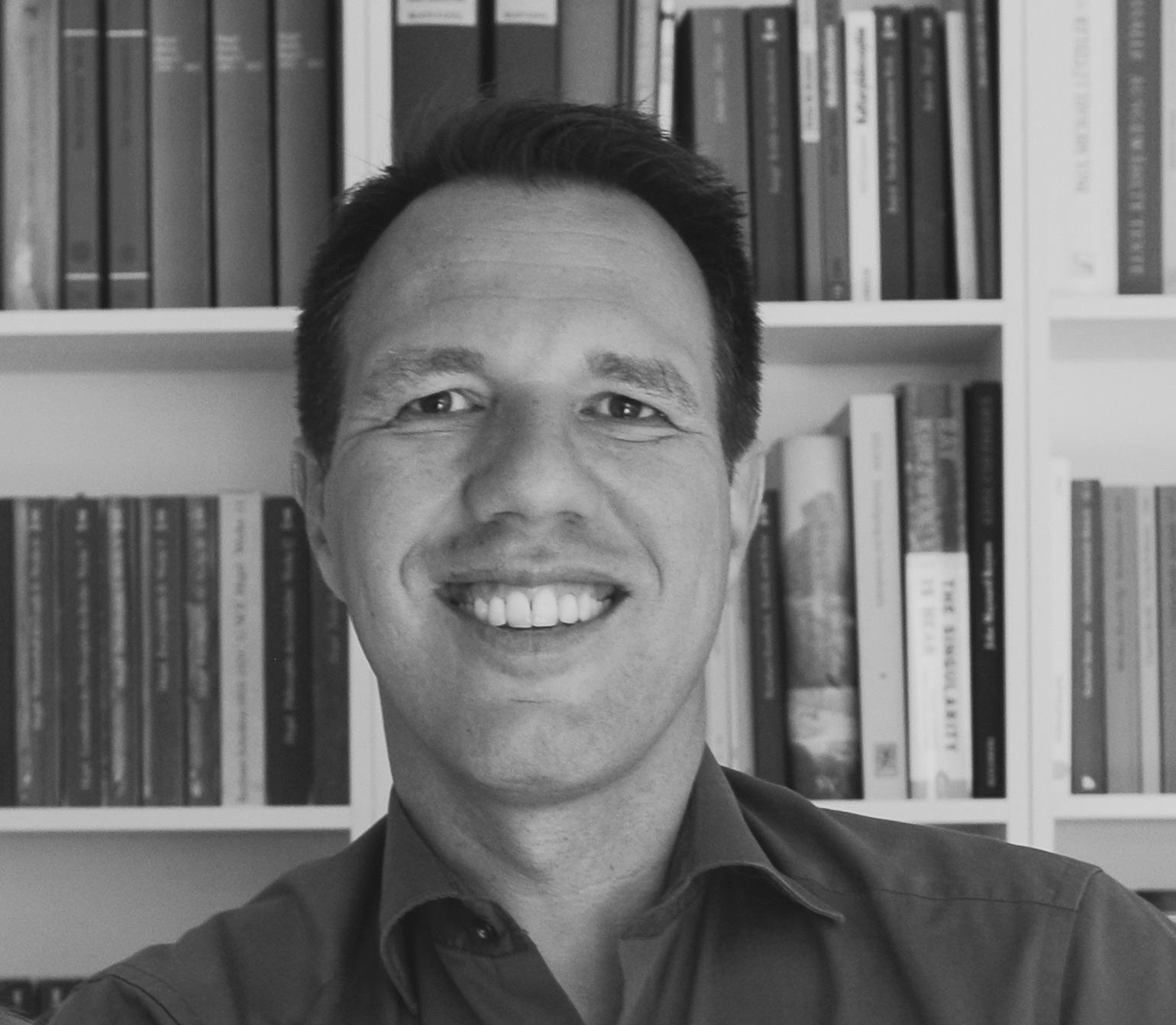
Leander Scholz (* 1969)

- Scholz, Leonhard (1720–1798), deutscher Spezereienhändler und Organist
- Scholz, Lilly (1903–1994), österreichische Eiskunstläuferin
- Scholz, Lisa-Marie (* 1988), deutsche Fußballspielerin
- Scholz, Lothar (1935–2015), deutscher Fliesenkünstler
- Scholz, Ludwig (1937–2005), deutscher Politiker (CSU)
- Scholz, Manfred (1937–2008), deutscher Manager und Honorarkonsul Mexikos
- Scholz, Manfred (* 1938), deutscher Politiker (SPD), MdL
- Scholz, Manfred Günter (1938–2014), deutscher germanistischer Mediävist und Hochschullehrer
- Scholz, Maria (1925–2010), deutsche Kommunalpolitikerin (CDU)
- Scholz, Marina (* 2006), deutsche Fußballspielerin
- Scholz, Marita (* 1977), deutsche Ruderin
- Scholz, Markus (* 1970), deutscher Provinzialrömischer Archäologe und Hochschullehrer
- Scholz, Markus (* 1978), deutscher Wirtschaftswissenschaftler und Unternehmensethiker
- Scholz, Markus (* 1988), deutscher Fußballtorhüter
- Scholz, Markus (* 1996), deutscher Politiker (Bündnis 90/Die Grünen)
- Scholz, Martin (* 1963), deutscher Journalist
- Scholz, Martin (* 1965), deutscher Neurochirurg
- Scholz, Martin (* 1974), deutscher Sänger, Schauspieler sowie Fernseh- und RadiomoderatorMartin Scholz (* 1974)

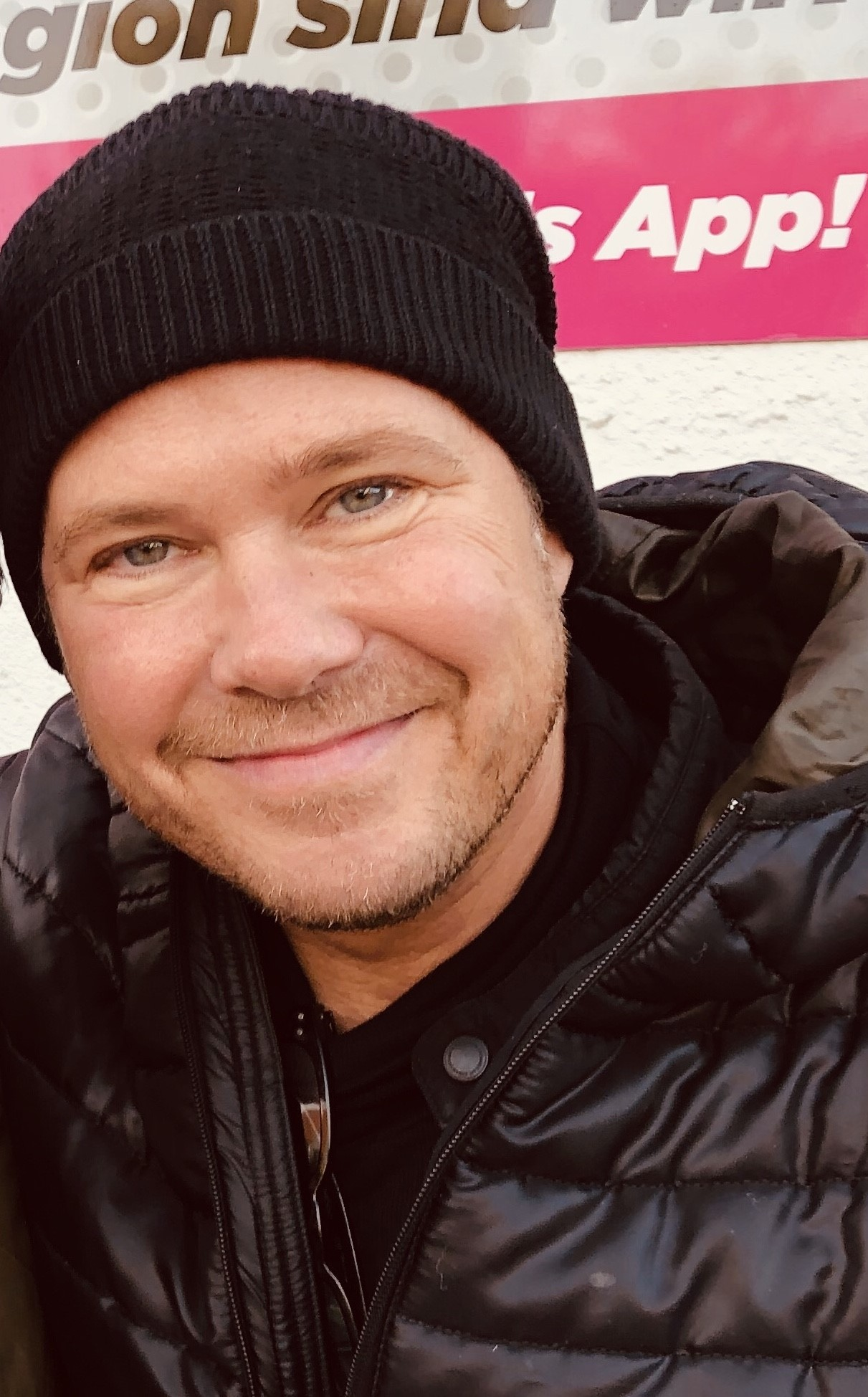
Martin Scholz (* 1974)

- Scholz, Martin (* 1981), deutscher Basketballspieler
- Scholz, Max (1906–1977), deutscher Wirtschaftsfunktionär
- Scholz, Michael F (* 1958), deutscher Historiker, Hochschullehrer und Sachbuchautor
- Scholz, Monika (* 1941), deutsche Malerin und Grafikerin
- Scholz, Nadja (* 1977), deutsche Journalistin, Literaturwissenschaftlerin und Medienmanagerin
- Scholz, Norbert (* 1956), deutscher Eishockeyspieler
- Scholz, O. Berndt (* 1941), deutscher Psychologe und Psychotherapeut
- Scholz, Olaf (* 1958), deutscher Politiker (SPD), MdB, Bundeskanzler der Bundesrepublik Deutschland (2021–2025)Olaf Scholz (* 1958)

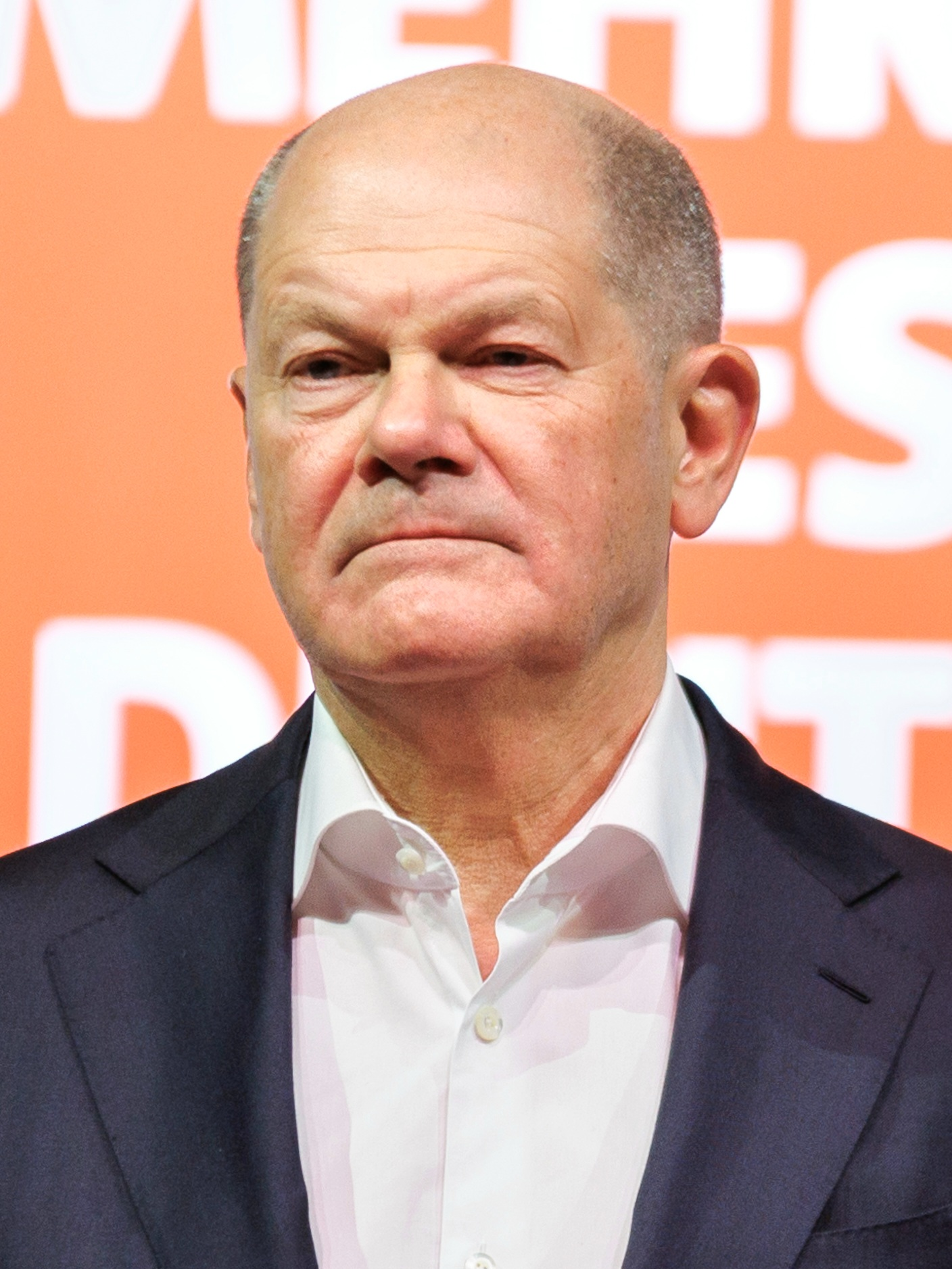
Olaf Scholz (* 1958)

- Scholz, Olaf (* 1968), deutscher Eishockeyspieler
- Scholz, Oliver (* 1960), deutscher Politiker (CDU), MdA
- Scholz, Ottilie (1948–2024), deutsche Politikerin (SPD); Oberbürgermeisterin in Bochum
- Scholz, Otto (1916–2010), deutscher Chirurg
- Scholz, Paul (1822–1908), deutscher Rittergutsbesitzer und Parlamentarier
- Scholz, Paul (1828–1900), deutscher katholischer Theologe
- Scholz, Paul (1859–1940), österreichischer Maler sowie Graphiker
- Scholz, Paul (1902–1995), deutscher Politiker (KPD, DBD), MdV, Stellvertretender Vorsitzender des Ministerrates (1952–1967) und Minister für Land- und Forstwirtschaft der DDR (1971–1981)
- Scholz, Paul (1915–1976), deutscher Politiker (CDU), MdL
- Scholz, Paul (* 1951), deutscher Präsident des Landeskriminalamt Sachsen
- Scholz, Peter (1930–2019), deutscher Diplomat und Journalist
- Scholz, Peter (1943–1972), deutscher Bergsteiger
- Scholz, Peter (* 1952), deutscher Diplomat
- Scholz, Peter (* 1965), deutscher Althistoriker
- Scholz, Peter (* 1977), deutscher Kunsthistoriker und Kurator
- Scholz, Peter-Hugo (1954–2019), deutscher Journalist, Autor und Bergsteiger
- Scholz, Philipp (* 1990), deutscher Jazzmusiker (Schlagzeug)
- Scholz, Philipp (* 1997), deutscher Volleyballspieler
- Scholz, Piotr (* 1991), polnischer Fusion- und Jazzmusiker (Gitarre, Komposition)
- Scholz, Rainer (1954–2022), deutscher Fußballspieler und -trainer
- Scholz, Richard (1860–1939), deutscher Maler und Illustrator
- Scholz, Richard (1872–1946), deutscher Historiker
- Scholz, Robert (1886–1927), deutscher Schauspieler
- Scholz, Robert (* 1897), österreichischer Politiker (Vaterländische Front) und Straßenmeister
- Scholz, Robert (1902–1981), deutscher Kunstjournalist, Leiter der Hauptstelle „Bildende Kunst“ im Amt Rosenberg
- Scholz, Robert (1902–1986), österreichisch-amerikanischer Pianist, Komponist, Dirigent und Musikpädagoge
- Scholz, Roland (* 1950), deutscher Psychologe
- Scholz, Rolf (* 1980), deutscher Basketballtrainer
- Scholz, Roman Karl (1912–1944), österreichischer Seelsorger und Widerstandskämpfer gegen das Dritte Reich
- Scholz, Ronny (* 1978), deutscher Radrennfahrer
- Scholz, Roswitha (* 1959), deutsche Sachbuchautorin
- Scholz, Rüdiger (* 1957), deutscher Politiker (CDU), MdL
- Scholz, Rudolf (* 1923), deutscher Fußballspieler
- Scholz, Rudolf (1933–2012), österreichischer Organist und Musikpädagoge
- Scholz, Rudolf (1939–2019), deutscher Schriftsteller
- Scholz, Rupert (* 1937), deutscher Politiker (CDU), MdB und StaatsrechtlerRupert Scholz (* 1937)

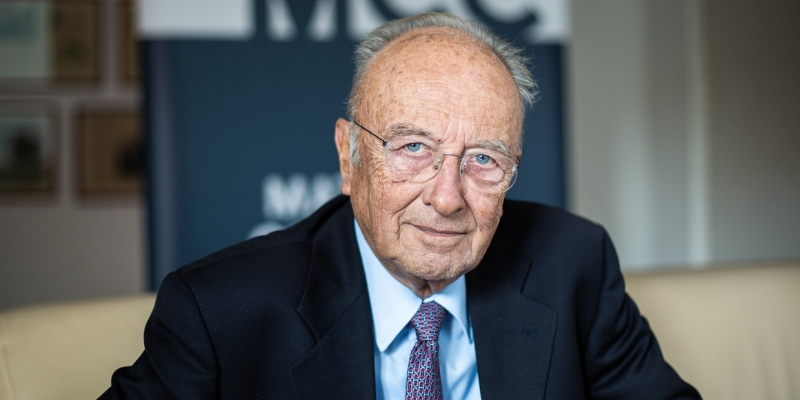
Rupert Scholz (* 1937)

- Scholz, Sebastian (* 1962), deutscher Historiker
- Scholz, Stefan (* 1964), deutscher Ruderer
- Scholz, Stefan (* 1966), österreichischer Diplomat
- Scholz, Stefan Jan (* 1938), deutscher Architekt in Berlin
- Scholz, Susanne (* 1966), deutsche Literaturwissenschaftlerin, Anglistin und Hochschullehrerin
- Scholz, Susanne (* 1969), österreichische Geigerin
- Scholz, Sylka (* 1964), deutsche Soziologin und Hochschullehrerin
- Scholz, Tanja (* 1984), deutsche Para-Schwimmerin und Paralympics-Siegerin
- Scholz, Theodor (1883–1964), deutscher Journalist, Zeitungsverleger und Autor
- Scholz, Timo (* 1972), deutscher Radrennfahrer
- Scholz, Tom (* 1947), US-amerikanischer Musiker
- Scholz, Trebor (* 1969), US-amerikanischer Hochschullehrer
- Scholz, Udo (1939–2020), deutscher Stadionsprecher
- Scholz, Udo W. (* 1939), deutscher Altphilologe
- Scholz, Uwe (1958–2004), deutscher Choreograf und Ballettdirektor
- Scholz, Valeska (* 1980), deutsche Illustratorin und Grafikdesignerin
- Scholz, Viktor (1935–2023), russisch-deutscher Kirchenmusikdirektor und Konzertorganist
- Scholz, Volkmar (* 1965), deutscher Leichtathlet
- Scholz, Walter (* 1929), deutscher Politiker (SED), MdV
- Scholz, Walter (* 1938), deutscher Trompeter (volkstümliche Musik)Walter Scholz (* 1938)

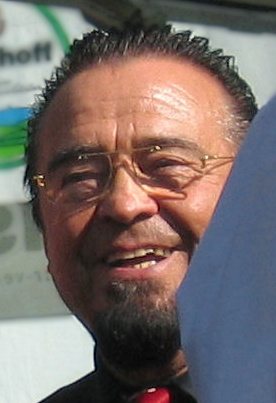
Walter Scholz (* 1938)

- Scholz, Wenzel (1787–1857), österreichischer Schauspieler
- Scholz, Werner (1898–1982), deutsch-österreichischer Maler und Graphiker
- Scholz, Werner (1926–2012), deutscher Violinist und Violin-Pädagoge
- Scholz, Werner (1930–2019), deutscher Journalist und Parteifunktionär (SED)
- Scholz, Werner (* 1944), deutscher Fußballtorhüter
- Scholz, Wilfried (* 1950), deutscher Langstreckenläufer
- Scholz, Wilhelm (1824–1893), deutscher Karikaturist
- Scholz, Wilhelm (1863–1939), deutscher Schriftsteller, Antiquar und Redakteur
- Scholz, Wilhelm (* 1877), deutscher Automobilmanager, Verbandsführer der deutschen Automobilindustrie
- Scholz, Wilhelm Eduard († 1866), deutscher Komponist und Kapellmeister
- Scholz, Wilhelm von (1874–1969), deutscher SchriftstellerWilhelm von Scholz (1874–1969)

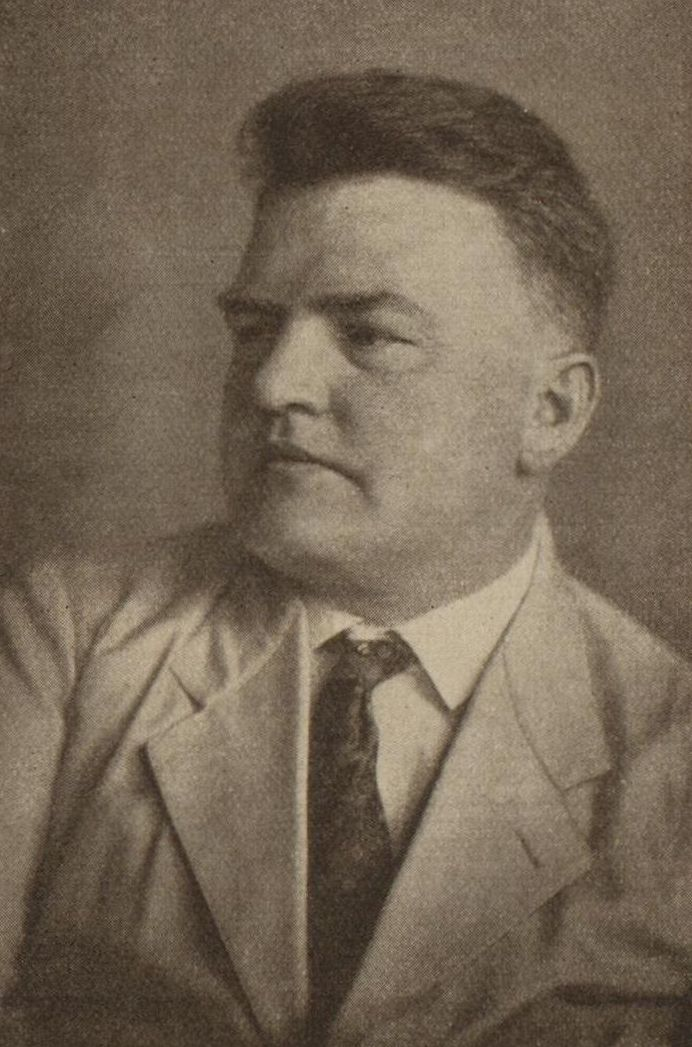
Wilhelm von Scholz (1874–1969)

- Scholz, Willi (1930–2003), deutscher Schauspieler
- Scholz, William (1884–1967), deutscher Schiffbau- und Maschinenbauingenieur
- Scholz, Willibald (1889–1971), deutscher Psychiater und Neuropathologe
- Scholz, Willy (1889–1945), deutscher Politiker (KPD)
- Scholz, Wolfgang (1906–2002), deutscher Arzt, Sanitätsoffizier und Regattasegler
- Scholz, Wolfgang (1932–2021), deutscher Feuerwehrmann
- Scholz, Wolfgang H. (* 1958), deutscher Maler, Fotograf und Filmregisseur

#### Scholz-

##### Scholz-A
- Scholz-Amoulong, Sieglinde (* 1945), deutsche Feature-Autorin und Regisseurin

##### Scholz-B
- Scholz-Babisch, Friedrich (1890–1944), Widerstandskämpfer

##### Scholz-C
- Scholz-Cionca, Stanca, deutsche Japanologin

##### Scholz-H
- Scholz-Hänsel, Michael (* 1955), deutscher Kunsthistoriker
- Scholz-Hoppe, Helga (* 1937), deutsche Richterin am Bundesgerichtshof und am Bundesverwaltungsgericht

##### Scholz-M
- Scholz-Manker, Katharina (* 1956), österreichische Schauspielerin und Theaterpädagogin

##### Scholz-R
- Scholz-Reiter, Bernd (* 1957), deutscher Wirtschaftsingenieur und Rektor der Universität Bremen

##### Scholz-S
- Scholz-Strasser, Inge (* 1952), österreichische Kulturmanagerin

##### Scholz-W
- Scholz-Wanckel, Katharina (1916–2009), deutsche Malerin

##### Scholz-Z
- Scholz-Zelezny, Helene (1882–1974), österreichische Bildhauerin und Medailleurin

#### Scholze
- Scholze, Adolf (1913–1983), deutscher Politiker (SED), Gewerkschafter, Staatsfunktionär der DDR und Widerstandskämpfer gegen den Nationalsozialismus
- Scholze, Aloys (1893–1942), katholischer Priester und Gegner des Nationalsozialismus
- Scholze, Caroline (* 1975), deutsche Schauspielerin
- Scholze, Christian (* 1969), deutscher Dramaturg und Theaterregisseur
- Scholze, Dietrich (* 1950), sorbischer Literaturwissenschaftler
- Scholze, Frank (* 1968), deutscher Bibliothekar, Generaldirektor der Deutschen Nationalbibliothek (DNB)
- Scholze, Friedemann (* 1974), deutscher Politiker (FDP), MdL
- Scholze, Georg (1897–1945), deutscher Offizier, zuletzt Generalmajor im Zweiten Weltkrieg
- Scholze, Hans Eberhard (1920–1978), deutscher Denkmalpfleger
- Scholze, Heinz (* 1925), deutscher Schauspieler und Theaterregisseur
- Scholze, Holger (* 1971), deutscher Börsenkorrespondent, Moderator und Sportfunktionär
- Scholze, Horst (1921–1990), deutscher Glaschemiker
- Scholze, Johann Sigismund (1705–1750), deutscher Musiksammler und Autor
- Scholze, Karl (1902–1986), deutscher Politiker (NSDAP), MdR
- Scholze, Madlenka (* 1975), sorbische Autorin, Redakteurin und Dramaturgin
- Scholze, Max (* 2005), deutscher Fußballspieler
- Scholze, Paul (1886–1938), deutscher Politiker (KPD)
- Scholze, Peter (* 1987), deutscher MathematikerPeter Scholze (* 1987)

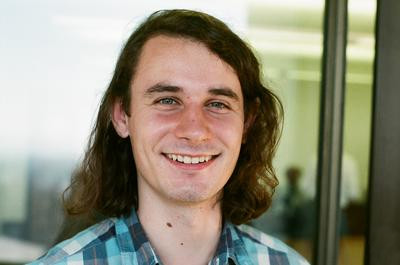
Peter Scholze (* 1987)

- Scholze, Ronny (* 1980), deutscher Fußballspieler
- Scholze, Sabine, deutsche Schauspielerin und Regieassistentin
- Scholze, Sabine (1944–2023), deutsche Filmdramaturgin
- Scholze, Sven (* 1969), deutscher Fußballspieler
- Scholze, Theresa (* 1980), deutsche SchauspielerinTheresa Scholze (* 1980)

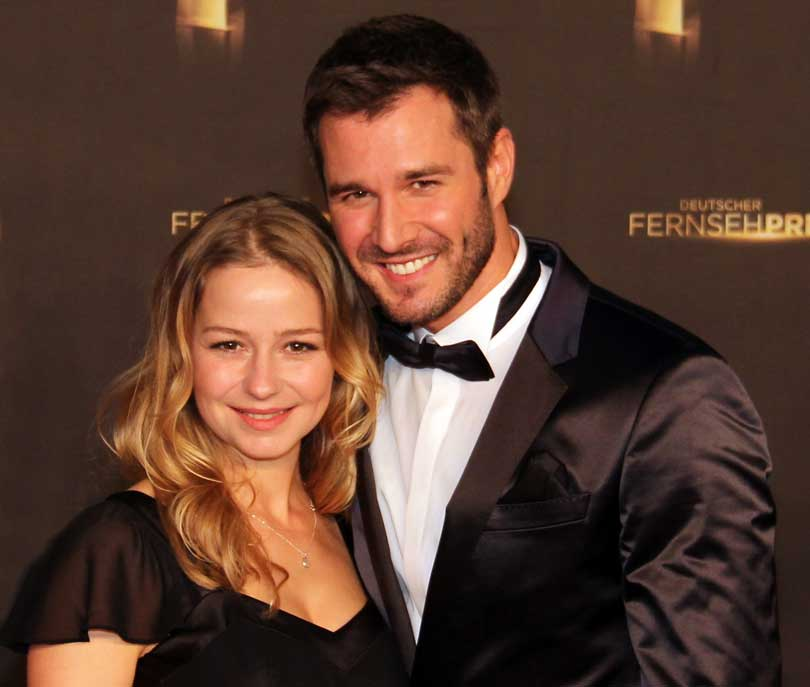
Theresa Scholze (* 1980)

- Scholze-Stubenrecht, Werner (1948–2016), deutscher Redakteur, Chefredakteur des Duden
- Schölzel, Arnold (* 1947), deutscher Hochschullehrer, Chefredakteur der Tageszeitung junge Welt
- Schölzel, Bärbel (* 1959), deutsche Sprinterin
- Schölzel, Ian (* 1976), deutscher Politiker (Freie Wähler)
- Schölzel, Marie (* 1997), deutsche Volleyball-Nationalspielerin
- Scholzen, Andreas (1876–1905), deutscher Ordensbruder und Märtyrer
- Scholzen, Liesa (* 1992), belgische Politikerin
- Scholzen, Reinhard (* 1959), deutscher Historiker und Journalist

#### Scholzh
- Schölzhorn, Birgit (* 2003), italienische Biathletin
- Schölzhorn, Martina (* 1983), deutsch-italienische Schauspielerin und Sprecherin

#### Scholzi
- Schölzig, Amandus (1836–1900), österreichischer römisch-katholischer Geistlicher, Augustiner-Chorherr, Trappist, Abt und Missionar